# Список эпизодов телесериала «Элен и ребята»
«Элен и ребята» (фр. Hélène et les Garçons) — французский молодёжный телесериал, выходивший в 1992—1994 годах, насчитывающий 280 эпизодов.

## Список эпизодов
| №    | Название (русс.)                            | Название (фр.)                        | Описание |
| ---- | ------------------------------------------- | ------------------------------------- | --- |
| 1.   | «Встреча/Знакомство»                        | La rencontre                          | Три красивые подруги-однокурсницы Элен, Кати и Джоанна — студентки второго курса факультета социологии и соседки по комнате в общежитии. В кафе «У Альфредо» они знакомятся с тремя симпатичными друзьями-однокурсниками, студентами первого курса факультета социологии и по совместительству начинающими рок-музыкантами — Николя, Этьеном и Кристианом. Ребята так же, как и девушки, живут втроём в общежитии. Образуются три пары: Элен/Николя, Кати/Этьен, Джоанна и Кристиан. |
| 2.   | «День рождения Кати»                        | L’anniversaire de Cathy               | В день рождения Кати компания организует праздничный вечер в кафе «У Альфредо». Но появление бывшего приятеля Кати — Тьерри — портит весь праздник. |
| 3.   | «Ещё один парень/Новенький»                 | Encore un garçon                      | В спортзале Джоанна знакомится с симпатичным парнем Жозе. Она представляет его друзьям, Жозе становится новым клавишником группы и влюбляется в Элен. |
| 4.   | «Вещий сон»                                 | Le rêve prémonitoire                  | Джоанна рассказывает подругам свой сон. Убеждённая в том, что этот сон — это её ближайшее будущее, она с нетерпением ждёт, что Кристиан явится к ней с кольцом и предложением просить её руки. |
| 5.   | «Размолвка»                                 | La fâcherie                           | Кафе «У Альфредо». Обнаружив разорвавшуюся подкладку пиджака Николя, Элен берётся зашить её, но вскоре находит в пиджаке любовное письмо, адресованное явно не ей. |
| 6.   | «Признание в любви»                         | La declaration                        | Ребят волнует странное поведение Кристиана. Кати, Элен и Джоанна получают письма — признания в любви от таинственного поклонника. Каждая думает, что письмо адресовано именно ей, несмотря на то, что имени поклонника там не указано. |
| 7    | «Джимми»                                    | Jimmy                                 | Джоанна прибегает к радикальным мерам в соперничестве с однокурсницей Натали. В бассейне Джимми — инструктор по плаванию — приходит ей на помощь. Влюблённая Джоанна назначает ему свидание. |
| 8.   | «Ночь, проведённая вместе»                  | Une nuit ensemble                     | Кати проводит ночь вне дома. Подруги думают, что она с Этьеном. Но, вернувшись, Кати признаётся им, что провела ночь с Тьерри, своим бывшим парнем. |
| 9.   | «Уикэнд, проведённый в одиночестве»         | Un week-end seule                     | Джоанна кардинально меняет свой внешний вид благодаря продаже бабушкиного бриллиантового кольца. Этим она пытается соблазнить Кристиана, которого увозит к морю. |
| 10.  | «Моё сердце колеблется от одного к другому» | Mon coeur balance                     | Натали приходит к Элен и говорит, что она любит Жозе, и Николя её совершенно не интересует. Элен страдает от мысли, что ей необходимо сделать выбор между Николя и Жозе. |
| 11.  | «Проверка»                                  | Le test                               | Чтобы помочь Элен выбрать между Николя и Жозе, Кати и Джоанна предлагают ей устроить ребятам проверку: поужинать с обоими претендентами. Но экзамен проваливается: Николя в отчаянии уходит, узнав, что некий Ален также претендует на сердце девушки. |
| 12.  | «Водительские права»                        | Le permis de conduire                 | Уик-энд Кристиана прошёл из рук вон плохо из-за поломки нового «Феррари» его отца, который он взял, чтобы отвезти Джоанну. Девушка прождала его все выходные, но он так и не появился, зато, когда их встреча состоялась — Джоанна оказала парню «тёплый приём», вылившийся в синяк под глазом. В это время Элен, получившая водительские права, просит Николя помочь ей с уроками вождения. |
| 13.  | «Приступ хандры»                            | Un coup de cafard                     | Мальчики готовятся к экзаменам, и их подругам ничего не остаётся как не мешать. Однако Джоанна чувствует себя ужасно одинокой; она грустит и решает пойти в гараж, где сталкивается с крысой. |
| 14.  | «День, заполненный работой»                 | Une journee studieuse                 | Ненадолго забытые ребятами, которые прилагают все усилия в нелёгкой борьбе с экзаменами, Элен, Кати и Джоанна принимают приглашение на ужин с Жозе и Джимми. Ребята приводят с собой красавчика Лорана для Джоанны. В это же время Николя, Этьен и Кристиан пытаются дозвониться до девочек, но напрасно. |
| 15.  | «Потрясающая новость»                       | Une drole de nouvelle                 | Чтобы отомстить Кристиану за его не слишком удачную шутку, Николя и Этьен договариваются с Натали, чтобы она заставила поверить их друга, что ждёт ребёнка от Этьена. Кристиан взволнован и назначает тайное свидание Элен, чтобы спросить у неё совета: в это время их застаёт Джоанна. |
| 16.  | «Удачный случай»                            | La bonne occase                       | Джоанна решает продать свою «старушку» машину. Кристиан занимается вопросами продажи и находит идеального покупателя в лице девушки из хорошей семьи. В то время как друзья готовятся отпраздновать выгодную сделку, появляется покупательница, но Джоанна быстро догадывается, что она интересуется не только машиной. |
| 17.  | «Танцевальная ночь»                         | La nuit de la danse                   | Джоанна, Кати и Элен решают принять участие в конкурсе танцев. Но из-за отказа ребят помочь им, Джоанна решает найти кавалеров в бассейне. Задетые за живое и обидевшиеся, Николя, Этьен и Кристиан начинают готовиться. |
| 18.  | «Папа»                                      | Le papa                               | Николя, Этьен и Кристиан обнаруживают за дверью своей комнаты корзину с младенцем и анонимную записку со следующим содержанием: «Это твой сын, позаботься о нём…» В попытках узнать, кто из троих является отцом, ребята пытаются скрыть факт наличия у них ребёнка. Однако девочки узнают обо всем и вплотную решают им заняться. |
| 19.  | «Фотомодель»                                | Photo-star                            | Кати собирается стать известной. Её заметил фотограф, который увидел в ней идеальную модель для рекламы духов. Кати, Джоанна и Элен сообщают эту важную новость ребятам, но Этьен всем своим видом показывает, что он не одобряет принятого решения, утверждая, что его Кати будет принадлежать миру. Кати решает отказаться от съёмок, о чём они вместе с Этьеном уезжают, чтобы сообщить фотографу. |
| 20.  | «Кумир факультета»                          | L’idole de la fac                     | Фотография Этьена, демонстрирующего нижнее бельё, появляется на страницах женского журнала, что стоит ему многочисленных поклонниц. Кати очень раздражена, становится подозрительной, особенно когда появляется Марджори — бывшая пассия Этьена. Этьен уверяет Кати, что между ними ничего не может быть, ведь любит он только её, Кати. |
| 21.  | «Новое увлечение»                           | Une nouvelle passion                  | Кристиан всю неделю приходит на репетиции с опозданием. Ребят интересует вопрос, не является ли новая пассия Кристиана причиной его опозданий. Но Кристиан признаётся, что всерьёз увлёкся картингом и у него имеются все задатки, чтобы стать чемпионом. Он представляет друзьям своего кузена Фредерика, с которым они вместе занимаются картингом. Фредерик заинтересовывается Кати, которая позволяет ему за собой ухаживать. |
| 22.  | «Гонка»                                     | La course                             | Этьен ревнует Кати к Фредерику. Девушка пытается ему всё объяснить, но напрасно. Джоанна должна принять участие в гонке участников-дебютантов картинка. Все друзья собираются болеть за неё, кроме Этьена. Элен просит Жозе поговорить с ним. Они готовятся, чтобы присоединиться к друзьям, когда появляется Николя с известием, что Джоанна «вылетела» с трассы. |
| 23.  | «Свадьба»                                   | Le mariage                            | Девочки и ребята намереваются купить подружку для Техаса. Кроме того, из-за претензий Натали, девочки решают найти новую невесту и Жозе. Но Техасу не по нраву «невеста» — Калифорния. И тогда на поиски идут ребята. А девочки тем временем знакомятся с Бенедикт, которую и представляют Жозе. Парень очарован… |
| 24.  | «Трудный разрыв»                            | Une rupture difficile                 | Девочки хотят помочь Натали найти новую любовь… |
| 25.  | «Деликатная миссия»                         | Une mission delicate                  | Джоанна составляет портрет идеального жениха для Натали, который удивительным образом похож на Фредерика — кузена Кристиана. Девочки тут же организовывают встречу с ним, но, когда Джоанна переходит к более решительным действиям, Натали, сгорая от стыда, уходит. Элен и Кати следуют за ней. В это время Патрисия — подруга Фредерика — приходит к Кристиану, чтобы поделиться с ним своими проблемами. |
| 26.  | «Милое безумство»                           | La folie douce                        | После того, как Кристиан объяснил Джоанне, что в ней нет ни капли романтики, девушка примеряет на себя романтично-навязчивый образ. Джоанна встречает художника Тибо, которому соглашается позировать обнажённой. |
| 27.  | «Чертовски классный тип»                    | Un type super chouette                | Джоанна очарована парнем, которого встречает в кафе, но её друзья относятся к чужаку с недоверием. Кристиан предлагает ему переночевать в гараже, Джоанна — немного денег, и Жан-Франсуа доходит до того, что просит немного любви у Кати и Элен. |
| 28.  | «Ну и гусь»                                 | Un joli coco                          | День рождения Джоанны. Девушка постоянно видит во сне один и тот же кошмар: Кристиана, сжимающего в объятиях незнакомую девушку, и шепчущего ей на ухо слова любви… Она решается доказать, что её сон не может быть явью, проверив, находится ли Кристиан в своей постели, но возвращается в слезах. Кристиан не ночевал дома. |
| 29.  | «Кассета»                                   | La cassette                           | Джоанна специально приобрела профессиональный кассетник, чтобы записать игру ребят, но те отказываются. Тогда Джоанна, при участии Кати и Элен, втайне записывает их выступление. Когда она говорит ребятам, что отдала запись известному продюсеру, ребята просто не могут упрекнуть её в скрытности. |
| 30.  | «Томас»                                     | Thomas                                | Томас Фава — известнейший музыкальный продюсер — должен прийти в гараж послушать ребят. Ребята ужасно переживают. Девочки подбирают им новый образ в одежде, и сами уходят в кафе ждать результата. Но появившийся Кристиан им сообщает, что Томас отказался от приглашения. Возмущённые девочки решают пойти его искать. |
| 31.  | «Двойная игра»                              | Double jeu                            | Согласившись работать с ребятами, Томас Фава приглашает девочек с ним поужинать, чтобы узнать больше о группе. Весь ужин он «клеит» девочек. Кати этим шокирована, Джоанна быстро развенчала его надежды. |
| 32.  | «Смятение»                                  | La craquerie                          | Элен не расстаётся с Томасом Фава, что очень сильно беспокоит её подруг, считающих, что такие дела могут окончиться плохо. Увлечённая Томасом, Элен решает разорвать отношения с Николя. |
| 33.  | «Соринка в глазу»                           | La pousssière dans l'œil              | Чтобы помочь Николя пережить разрыв отношений с Элен, друзья поддерживают его, и Натали тоже готова успокоить его. Но Николя решает остаться с Элен друзьями и сохранить отношения с Томасом, так как тот продолжает заниматься группой. Но, несмотря на принятые решения, Николя затрудняется вести себя подобным образом. |
| 34.  | «Новая жизнь»                               | Une nouvelle vie                      | Элен всё меньше времени проводит с друзьями. Но однажды вечером, когда она свободна, Элен ужинает с друзьями — Кати, Этьеном, Джоанной и Кристианом; Николя отказывается присоединиться к компании. Кристиан высказывает Элен недовольство, что она причиняет боль Николя, и уходит из кафе. Вскоре после него в кафе приходит Николя, и они проводят с Элен прекрасный вечер. |
| 35.  | «Разоблачение»                              | Démasqué… !                           | Получив предложение Томаса, чтобы пройти пробы записи, Кати убеждена, что Томас её «клеит». Она отклоняет его предложение. В это время приходит Элен, которая сообщает, что у Томаса деловая встреча с американцами. Кати меняет своё решение и встречается с Томасом, чтобы узнать, какую игру он ведёт. Действительно, предложение записи было лишь поводом, чтобы завлечь Кати. Подруги не знают, как сказать об этом Элен. |
| 36.  | «Операция „Катапульта“»                     | Opération éjection                    | Томас увлекается Натали. Для Кати и Джоанны это повод для создания плана освобождения Элен из «плена» продюсера. Они договариваются с Натали, чтобы та позволила Томасу завлечь её. Томас лжёт Элен о встрече с испанцами, для того, чтобы беспрепятственно встретиться с Натали. Джоанна приходит к ребятам и рассказывает об операции «Катапульта». |
| 37.  | «Трудные признания»                         | Aveux difficiles                      | Кати и Джоанна обещали заставить Томаса всё рассказать, но напрасно. Тогда Николя идёт к Томасу в бюро, откуда за шиворот притаскивает его в гараж, где ребята припугивают его. Доведённый до отчаяния, Томас рассказывает обо всём Элен, которой отвратительна его трусость, зато импонирует поведение Николя. Элен и Николя встречаются в гараже. |
| 38.  | «Жизнь продолжается»                        | La vie reprend                        | Кристиан возмущён тем, что Николя как ни в чём не бывало возобновил отношения с Элен. Он намерен показать, как нужно обращаться с девушками, и вот результат: он ссорится с Джоанной. Но когда вечером они встречаются в кафе, всё приходит в норму. Джоанна и Кристиан приносят друг другу извинения. |
| 39.  | «Контратака»                                | La contr’attaque                      | Девочки решили преподать урок обольщения Бенедикт, чтобы она смогла удержать Жозе, чьё сердце колеблется между ней и Натали. Их план действует: Жозе выбирает Бенедикт. |
| 40.  | «Красивый профиль»                          | Le bon profil                         | Этьену вновь предложили сняться для рекламы нижнего белья, но Кати против. Этьен отказывается от заманчивого предложения, несмотря на крупный гонорар. В это время в гараже совершена кража: похищены музыкальные инструменты ребят. Элен, Джоанна, Кристиан и Этьен сожалеют, так как с помощью денег, полученных за съёмки, они могли бы приобрести новые инструменты. В конечном счёте ребята получают новые инструменты благодаря Кристиану, который снялся в рекламе вместо Этьена. |
| 41.  | «Любовь выше гран-при»                      | L’amour n’a pas de (grand) prix       | Ребята проводят выходные перед телевизором, смотря трансляцию Гран-при Формулы 1. Девочки предлагают им провести уик-энд в замке, расположенном в долине Луары, но мальчики отказываются. Тогда девочки уезжают одни, оставив видеозапись — они втроём на постели в отеле, которую обнаружили ребята, включив телевизор. Тогда следом за девочками отправляются и ребята. |
| 42.  | «Бал вампиров»                              | Le bal des vampires                   | В университете — костюмированный бал. Девочки занимаются изготовлением костюмов ангелов для ребят. Но, переодевшись, ребята отказываются идти в них на бал. В бешенстве девочки рвут изготовленные костюмы, но потом понимают причину отказа ребят. В последний момент появляются костюмы вампиров. |
| 43.  | «Корь»                                      | La rougeole                           | Джоанна не может скрыть от подруг своего счастья: Кристиан впервые пригласил провести её уик-энд наедине, но втайне от своих друзей. В это же время Жозе приобретает билеты на концерт группы U-2 в Ницце. Джоанна и Кристиан придумывают причины, чтобы не ехать на концерт и провести совместные выходные. Но Джоанна заболевает корью и вынуждена провести уик-энд в комнате. Кристиан решает сдержать своё обещание и пробирается к ней. |
| 44.  | «Ветер из Техаса»                           | L’ouragan du Texas                    | Джоанна должна отправиться в аэропорт Руасси, чтобы встретить свою техасскую подругу Анджелину. В это время и Кристиан отправляется в аэропорт встречать свою бабушку. Джоанна находит Анджелину в обществе Кристиана, которого та представляет как милого «frenchie», который её сопроводил. Джоанна взрывается. |
| 45.  | «Кто посеет ветер, тот пожнёт бурю»         | Qui sème l’ouragan récolte la tempête | В то время как Николя и Этьен серьёзно готовятся к предстоящим экзаменам, Кристиан не делает ничего. Однако, когда друзья вкратце расписывают военную службу, он принимается за работу. Наступает день испытаний, и Николя попадается билет с единственным вопросом, который он не успел подготовить. |
| 46.  | «Отъезд»                                    | Le départ                             | Друзья грустят: Николя уезжает на военную службу. Ребята предлагают ему сомнительные планы, чтобы избежать службы. Джоанна знакомится с сыном главнокомандующего французской армией, думая, что это выход. Парню импонируют брюнетки, и Джоанна уговаривает Кати, чтобы она закадрила его. Всё идёт по плану — парень безумно влюблён в Кати. |
| 47.  | «Седрик»                                    | Cédric                                | Джоанна на своей машине сбивает незнакомца на мотороллере. Она приводит раненного в кафе, где парень слишком часто падает в обморок. Застав Джоанну, делающую Седрику искусственное дыхание «рот в рот», Кристиан сердится, не желая слушать объяснения американки. Но затем всё-таки выслушивает и прощает её. Но когда они с Этьеном застают Кати делающую Седрику искусственное дыхание «рот в рот», оба не хотят больше видеть подруг. В ситуацию вмешивается Элен, которая обнаружила хитрость Седрика. Она и расставляет всё по своим местам. |
| 48.  | «Розыгрыш»                                  | La chose                              | Этьен больше не влюблён в Кати как раньше. Девушка решает оживить чувства, начав кадрить Седрика на глазах Этьена, который безумно ревнует. И как будто всё встаёт на свои места, но проблема остаётся: Седрик влюбился в Кати. Он знает, что Кати им воспользовалась, чтобы вызвать ревность своего парня, которого она действительно очень любит. |
| 49.  | «Частный детектив»                          | Détective privé                       | Находя состояние Кристиана беспокойнее, чем обычно, Джоанна нанимает частного детектива, чтобы проследить за ним. Американка уверена, что у него есть другая девушка. Кристиан обнаруживает слежку и признаётся Джоанне, что ему предложили профинансировать запись соло-диска, но он не знает, как сказать об этом ребятам. |
| 50.  | «Песня»                                     | La chanson                            | Николя возвращается к друзьям и представляет ребятам свою новую песню, которую убеждает Элен спеть. |
| 51.  | «Запись»                                    | L’enregistrement                      | Слова на музыку Николя, написанные девочками, приняты ребятами. Они записывают песню на кассету. Кристиан хочет получить профессиональную запись песни, но это слишком дорого. Поэтому он обращается за помощью к Натали, друг которой является звукорежиссёром лучшей студии города и готов оказать им поддержку. |
| 52.  | «Звукоинженер — просто золото»              | Un ingénieur en or massif             | Великий день! Джон Вандер приходит послушать ребят и находит песню столько же красивой, как и тех, кто написал слова к ней. Джон хочет помочь ребятам записать песню в студии. Элен встречает Томаса Фава, который предлагает ребятам сделать запись в его студии. |
| 53.  | «Запись века»                               | La séance du siècle                   | Запись песни прошла очень хорошо. Джоанне не терпится услышать запись. Она возвращается утром с копией записи, но главным образом — со смятением в душе, ведь она провела ночь с Джоном. Она решает не выбирать между Кристианом и Джоном и остаться с обоими. |
| 54.  | «Ложь»                                      | Le mensonge                           | Джоанна пытается проживать двойную жизнь, но ей это не удаётся. Слушая песню Элен, она понимает, что любит Кристиана, и назначает ему встречу, где сообщает, что она обманула его с Джоном, несмотря на то, что любит его. |
| 55.  | «Катастрофа»                                | La déchéance                          | Кристиан исчез. Джоанна искала его всю ночь, но безрезультатно. Утром ребята обнаруживают, что Кристиан не ночевал дома. Николя находит его в гараже, Кристиан отказывается разговаривать с ним и пытается уйти, но Николя преграждает ему дорогу. |
| 56.  | «На дне»                                    | Le fond du trou                       | В то время как Николя и Этьен ищут друга, торжествующая Натали приносит письмо Джоанне, в котором Кристиан разрывает с ней отношения. Ребята интересуются судьбой Кристиана, но Натали ни о чём не хочет рассказывать. Пьяный Кристиан появляется в кафе, где угрожает Николя ножом. |
| 57.  | «Прощение»                                  | Le pardon                             | Кристиан понемногу приходит в себя, но он по-прежнему не желает видеть Джоанну. Несчастная девушка всеми силами пытается искупить вину. По совету подруг она пишет Кристиану письмо, в котором говорит, что возвращается в Техас. |
| 58.  | «Промоутер»                                 | Le promoteur                          | Гараж, в котором репетируют ребята, хотят купить. Что делать? Кристиан решает закадрить Софи, у отца которой есть свободный гараж. Джоанна встречает покупателя гаража и очаровывает его. Он приглашает её поужинать. |
| 59.  | «Сон о шедевре»                             | Rêves de grande œuvre                 | Кристиан рассказывает друзьям, что во сне сочинил замечательную мелодию, но, увы, не может вспомнить её при пробуждении. Ребята смеются над ним, отчего Кристиан приходит в бешенство. Однако именно Джоанна знает способ восстановления памяти. |
| 60.  | «Вечер Рока (часть 1)»                      | Une soirée rock (1)                   | Натали вынуждена оставить учёбу в университете, так как её отец не может оплатить обучение. Она вернётся в провинцию, где жила, чтобы работать и проститься со своей мечтой. Ребята и девочки организуют в кафе вечер рока, чтобы собрать деньги для Натали. |
| 61.  | «Вечер Рока (часть 2)»                      | Une soirée rock (2)                   | В то время как всё готово для вечера, игнорирующая его Натали приходит в гараж к ребятам и предлагает Николя провести ему с ней ночь. Николя отказывается. К несчастью весь разговор записан на кассетник, который принесла Джоанна. Девочки находят эту запись. |
| 62.  | «Сумка из крокодиловой кожи»                | Le sac en croco                       | Этьен делает подарок Кати в виде великолепной сумки из крокодиловой кожи. Кати ему объясняет, что она состоит в обществе защиты животных и не может принять его подарок. Этьен принимает её доводы и забирает сумку обратно. На следующий день Кати видит аналогичную сумку в руках Натали: решив, что Этьен её предал, Кати решает вернуться домой, в Карказон. |
| 63.  | «Раскаяние»                                 | Le regret                             | Обеспокоенная тем, что Седрик испытывает к ней чувства, Кати, после его звонка в середине ночи, соглашается пойти на встречу с ним. Как оказывается, Кристиан видел их в ночном клубе. |
| 64.  | «Подруга детства»                           | Une amie d’enfance                    | Сесиль — подруга детства Кати — сообщает ей, что приезжает в Париж. Она говорит, что будет работать и жить у своего друга. Вечером она звонит Кати, в слезах говорит, что друг собирался её изнасиловать… Девочки берутся помогать ей, но Сесиль, ссылаясь на важный ужин, не возвращается ночью и исчезает… Тогда девочки собираются выяснить причину. |
| 65.  | «Удар молнии»                               | Le coup de foudre                     | Джоанна встречает Максима — очень привязчивого парня, которого собирается представить друзьям. Жозе увлекается Сесиль и рвёт отношения с Бенедикт. Сесиль собирается помочь Джоанне избавиться от Максима… |
| 66.  | «Великий Маниту»                            | Le grand manitou                      | Джоанна попадает в небольшую аварию, слегка ударившись головой о руль автомобиля. Она решает воспользоваться положением и насмешить «Великого Маниту», как того требует индейская традиция празднования праздника, сравнимого с 1 апреля. Джоанна вдруг воспылала страстью к Этьену. |
| 67.  | «Фанатки»                                   | Les groupies                          | Кристиан приводит в гараж девушек, которые видели выступление ребят на рок-концерте. Фанатки оказываются воровками и крадут все инструменты из гаража. |
| 68.  | «Финляндия»                                 | La Finlande                           | Девочки поспорили, что за нижнее бельё надето на господине из кафе? Они познакомились с ним и попросили снять штаны. В этот момент в кафе вошли ребята. Только Этьена с ними не было. Кристиан и Николя сердятся на девочек, потом мирятся. Кати спрашивает — где Этьен? Кристиан по секрету рассказывает Николя, что видел Этьена с красивой финкой. Этьен влюбился по уши. В финале Этьен звонит Кати, говорит что бросает её и уезжает в Финляндию. Кати плачет. |
| 69.  | «Новенькие»                                 | Les nouveaux                          | Ребята не хотят играть без Этьена, который, внезапно влюбившись, бросил всё и уехал в Финляндию. Кати чувствует себя так, как будто разрезана пополам. Кати хочет, чтобы ребята нашли другого басиста. Девочки втайне от ребят устраивают собеседования и вместо бас-гитариста они находят красавца-ударника Каню. В это время Жозе знакомит ребят с Себастьеном. Вечером все встречаются в кафе. С Себастьеном приходит его подруга Линда. Бас-гитаристом вместо Этьена становится Себастьен. |
| 70.  | «Вакантное место»                           | Une place à prendre                   | Джоанна строит планы, как разлучить Себастьена с его невестой — манекенщицей Линдой. Кати говорит, что уезжает на родину — в Тулузу. А к Себастьену открыто «клеится» Натали. Вдобавок, Натали собирается переехать в комнату к Элен и Джоанне, вместо Кати. Девочки разгневаны. Джоанна знакомит ребят с брюнеткой Лали и сообщает, что именно Лали будет жить в комнате девочек. Лали, наполовину француженка, наполовину бразильянка, сразу приходится по сердцу всей компании. |
| 71.  | «Изгнание»                                  | Éjection                              | Лали рассказывает девочкам о своей трагической любви. Три года она встречалась с художником Людовиком. Благодаря ему Лали увлеклась изящными искусствами. К сожалению, Людовик разбился на мотоцикле. Девочки готовы позаботиться о Лали. Они решают, что Себастьен ей очень подходит. Тем временем Себастьен сетует, что Линда редко бывает в Париже. А к мальчикам в комнату поселяется неряха Марсель. Все в шоке от грязнули. Джоанна говорит Марселю, что мальчики больны опасным грибком, очень заразным. Марсель, надев резиновые перчатки, мигом собирает вещички. Себастьен хочет переехать к мальчикам. |
| 72.  | «Водосточная труба»                         | La gouttière                          | Джоанна рассказывает Лали о своём прадеде. Индейцы убили его жену, которую он безумно любил. Спустя время он женился повторно. Но индейцы убили и вторую жену, и третью, и четвёртую, и пятую. Тогда прадед женился на индианке. Именно её кровь течёт в жилах Джоанны. Лали смеётся. Она уже почти готова искать новую любовь. Линда говорит, что уезжает на целый месяц в Нью-Йорк. Перед отъездом они ссорятся с Себастьеном. Линда приходит к девочкам в слезах — её не пустили в общежитие к мальчикам, а ей очень надо поговорить с Себастьеном. Девочки показывают Линде путь в комнату мальчиков по водосточной трубе. Линда просит прощения у Себастьена. |
| 73.  | «Подозрение»                                | Le soupçon                            | Николя и Кристиан увидели, как в парке Линда целовалась с Жозе. Джоанна вовсю рекламирует Себастьена Лали. |
| 74.  | «Чужак»                                     | L’intrus                              | Лали знакомится в спортзале с Бобом и соглашается с ним поужинать. Утром Боб присылает Лали шикарный букет. Джоанна злится — её планы рушатся. Она готова побить Боба. Но молодой человек говорит, что на 2-3 года уезжает в полярную экспедицию. |
| 75.  | «Западня»                                   | La drague                             | Джоанна оклеила всю комнату портретами Себа. И даже заказала банные полотенца с изображением басиста. Возможно, она сама влюбилась в него. Себастьен присылает Джоанне цветы и признаётся в любви. |
| 76.  | «Потрясающий ударник»                       | Un percussionniste percutant          | К ребятам приходит ударник Каню. Он отлично играет. Кристиан ревнует Каню к Джоанне. |
| 77.  | «Несчастный случай»                         | L’accident                            | Себастьен с Кристианом попадают в аварию на мотоцикле. Лали, услышав, что Себастьен пострадал, падает в обморок. Её страхи, связанные с гибелью жениха, вернулись. Лали считает, что приносит несчастья. Врач настаивает отправить Лали в дом отдыха, но ребята против — по сути это психиатрическая лечебница. Себастьен помогает Лали избавиться от страхов — он катает её на мотоцикле. |
| 78.  | «Гутанани»                                  | Le hootanany                          | Джоанна решила, что ребята могут легко прославиться. Им стоит только придумать себе танец. Джоанна разучивает с ребятами техасский танец «гутанани». Кристиан покупает кривое зеркало. Девочки видят себя в нём и пугаются. |
| 79.  | «Видеокамера»                               | Caméra vidéo                          | Кристиан берёт у отца видеокамеру. Он собирается снимать клип для группы. Но увлёкшись, снимает «виды» под юбками у посетительниц кафе и у студенток. Джоанна находит видеозапись и решает отомстить. Девочки снимают на ту же кассету посетителей спортзала в душе крупным планом. |
| 80.  | «Склока»                                    | La zizanie                            | Элен заявила, что переезжает. Джоанна заявила, что Элен с Николя похожи на Кена и Барби. Элен же сказала, что в таком случае Джоанна с Кри-Кри похожи на Лорен и Карло (имеются в виду Софи Лорен и Карло Понти). Джоанна плачет. Ребята обсуждают ситуацию. Николя грубо отзывается о Джоанне. Кристиан бьёт его. Группа на грани развала. |
| 81.  | «Слабое зрение»                             | La vue qui baisse                     | Кристиан пригласил Джоанну на уикенд в Нормандию. Он хочет сказать ей, что между ними всё кончено, что он влюбился в певицу Лолу Марсон. Джоанна же уверена, что Кристиан сделает ей предложение. И купила Кристиану золотой перстень-печатку. А Кристиан уже купил обручальное колечко для Лолы. Однако, со свидания с Лолой Кристиан возвращается в чёрных очках. А в уикенд дарит кольцо Джоанне. |
| 82.  | «Розовый галстук»                           | La cravate rose                       | Джоанна дарит Кристиану розовый галстук. Кристиан не в восторге от подарка, он ненавидит галстуки. Но чтобы помириться с Джоанной, надевает его. Происходит то, чего никто не ожидал: Кристиан в галстуке пользуется бешеным успехом у сокурсниц Джоанны. |
| 83.  | «Нью Эйдж»                                  | Le nouvel âge                         | Студенты попадают под влияние секты Нью-Эйдж. |
| 84.  | «Индейский отвар»                           | La tisane indienne                    | Джоанна готовит индейский отвар. он так пахнет, что её выгоняют сначала из комнаты девочек, потом из гаража, а потом и из номера в отеле. Пока Джоанна занята, Кристиан проводит время с Бенедикт. Они отправляются в ресторан и видят там Жозе и Натали. Чтобы не мешать изменнику, Кри-Кри и Бене прячутся под стол и там проводят остаток вечера, попивая вино. Промокнув под дождём, Кристиан и Бенедикт забегают в гараж и страстно целуются. |
| 85.  | «Секрет»                                    | Le secret                             | Кристиан с Бенедикт начали тайно встречаться. Джоанна, Лали и Элен как-то рано утром застают их в кафе, но не придают этому значения. Влюблённые дарят друг другу подарки и договариваются, что пока их отношения будут секретом для окружающих. |
| 86.  | «Высокая рыжая»                             | La grande rousse                      | Если Жозе влюбится в кого-то другого, Бенедикт будет встречаться с Кри-Кри открыто. Кристиан, окрылённый этой идеей, выспрашивает у Жозе, что для него идеал женщины. Кристиан изобретательно знакомится в кафе с девушкой, 100 % отвечающей вкусам Жозе, ведёт Глорию в гараж, где их вдвоём застаёт Бенедикт. Бенедикт в слезах убегает. В гараж входит Жозе. |
| 87.  | «На краю пропасти»                          | Le bord du gouffre                    | Элен теряет кредитную карту. В её поисках поздно вечером она заходит в гараж и видит там Бене и Кристиана, которые страстно целуются и не замечают вошедшей девушки. Элен едет к родителям. Она спрашивает у мамы совета, как поступить. Мама советует Элен забыть о том, что она видела. |
| 88.  | «Друзья»                                    | Amis                                  | Сердце Джоанны говорит ей, что Кристиан с другой. Кристиан всё время проводит с Бене. Они больше не намерены скрываться и готовы объявить о своей любви. Но пока они принимают это решение, Джоанна не выдерживает неизвестности. Она садится в машину и в истерике начинает колесить по городу, искать Кристиана. Машина переворачивается. Джоанна в коме. У Лали истерика. Кристиан понимает, что он дурак, что любит Джоанну. Он говорит об этом лежащей в коме девушке. Джоанна очнулась. Кристиан просит прощения у Бене. Он хочет быть с Джоанной всегда. Кристиан и Бене теперь — просто друзья. |
| 89.  | «Портрет»                                   | Le portrait                           | У Лали в школе живописи задание — надо написать портрет. Позировать ей будет приятель младшего брата. Джоанна считает, что Лали и Жюльен могут влюбиться в друг друга. А это идёт вопреки её планам. Она отговаривает Жюльена позировать. Лали осталась без модели. Она расстроена. Джоанна тут же предлагает Себастьяну стать моделью для Лали. Но у Себа другие планы. В итоге Джоанна, не найдя никого, просит Кристиана стать моделью для Лали. Однако, она сама попала в свою яму — выясняется, что Кри-Кри будет позировать обнажённым. |
| 90.  | «Возвращение (часть 1)»                     | Le retour (1)                         | Элен встречает свою первую любовь — Оливье. Тот предлагает ей поужинать — но Элен отказывается — в этот вечер девочки ужинают с мальчиками. Линда приводит в гараж красивую подружку. Кристиан и Жозе приглашают её на ужин. Николя вынужден идти с ними, а девочкам они говорят, что репетируют. Элен уходит ужинать с Оливье, Джоанна и Лали заказали пиццу, мальчики «У Альфредо» с Линдой и тремя её подружками. В комнату к девочкам приходит Натали. |
| 91.  | «Возвращение (часть 2)»                     | Le retour (2)                         | Джоанна не разговаривает с Кристианом. Николя переживает, что Элен узнаёт о его ужине с моделями. Жозе спорит с Кристианом на 200 франков, что сам расскажет всё Бене. Он действительно говорит Бенедикт, что ужинал вчера с ребятами, Линдой и её подругами. Бене хвалит его за откровенность и идёт в кафе. Там она, смеясь, рассказывает об этом Элен. Элен прощает Николя и говорит, что ужинала с Оливье. Джоанна обзванивает своих бывших и приглашает на ужин всех подряд. Она говорит, что с жалким типом Кристианом всё кончено. Но бывшие либо хотят лишь секса, либо женаты и обзавелись детьми. Элен сообщает, что Оливье без ума от Джоанны и мечтает о встрече. Джоанна соглашается. Но в ресторан вместо Оливье влетает Кристиан в костюме и с букетом цветов. |
| 92.  | «Англия (часть 1)»                          | L’Angleterre (1)                      | Натали сообщает, что Джон Вандер предлагает ребятам поехать в Англию, чтобы аккомпанировать одному известному английскому певцу. Джоанна курит и устраивает пожар в ванной. Девочки собираются поехать в Англию вместе с мальчиками. |
| 93.  | «Англия (часть 2)»                          | L’Angleterre (2)                      | Николя, Кристиан и Жозе не знают, как сказать девочкам, что они хотят поехать на гастроли одни, а Себастьен, словно нарочно, после ужина с Лали пригласил её в Англию. Элен не уверена, что девочкам стоит ехать. |
| 94.  | «Холостяцкая жизнь»                         | La vie de célibataire                 | Девочки скучают. Натали знакомит их со своими друзьями, но этот номер не проходит. Элен перебирает в гараже струны гитары Николя, Джоанна прикасается к установке Кри-Кри. Бене и Лали тоже приходят в гараж. Джоанне снится ужасный сон: Кри-Кри вернулся из Англии с блондинкой Элизабет. «Это королева Англии и моя невеста» — объясняет он Джоанне. Себастьен звонит Лали из Англии. Девочки злятся и приглашают на обед друзей Натали. Однако, к столику подходит официант и объявляет: «Звонок из Англии!» |
| 95.  | «Возвращение домой»                         | Back home                             | Во время пребывания в Англии Себ поссорился с Линдой, а Кристиан весело провёл время с некой Дианой. Но мальчики вернулись. Они приехали на машине рано утром, а девочки думали, что они прилетают днём. Когда Кристиан позвонил девочкам, никто не взял трубку — девочки с утра были в спортзале. Кристиан терзается подозрениями. Он при встрече кричит на Джоанну, обвиняя её в вымышленных изменах. Но в этот момент двери кафе распахиваются и вбегает Диана. |
| 96.  | «Диана»                                     | Diana                                 | Кристиан не знает, как вымолить прощенье у Джоанны. А Джоанна — решила, что больше не любит Кристиана. Диана живёт у Жозе, а Жозе временно переехал к Бенедикт. Ужинают все вместе, включая Диану. После ужина Джоана уходит ночевать к Джону. |
| 97.  | «Прощание»                                  | L’adieu                               | Натали советует Кристиану не бросать Диану. Она уверена, что Джоанна так любит Кристиана, что будет делить его с Дианой. Кристиан самодовольно подтверждает, что да, он такой. Джоанна признаётся, что Джон отправил ночевать её в отдельную комнату. Она говорит Кристиану, что любит его. А Себастьен признаётся в любви к Лали. Однако, в кафе входят Натали и Диана. Натали натравливает Диану на Джоанну. А Кристиан говорит: «Девочки, не ссорьтесь, я люблю вас обеих!» Это переполняет чашу терпения Джоанны. Она пакует вещи, собираясь в Техас. |
| 98.  | «Неожиданная развязка»                      | Coup de théâtre                       | Джоанна прощается с девочками, просит ничего не говорить ребятам. Кристиан играет в крутого парня. В ночь перед отъездом Джоанны никому не спится. Николя и Себастьен в 3 часа ночи музицируют в гараже. Джоанна, Элен и Лали, прогуливаясь, слышат музыку и заходят в гараж. Николя, узнав, что Джоанна улетает, бежит домой и будит Кристиана. Но Кристиан уверен, что Джоанна блефует. В последний момент Кристиан лезет в окно к девочкам и падает на колени: «Джоанна, я люблю тебя!». Это же он повторяет при всех, когда Джоанна решает остаться. |
| 99.  | «Непристроенная англичанка»                 | Une anglaise à caser                  | Джоанна счастлива. Она живо интересуется судьбой несчастной англичаночки Дианы. А Кристиан уверяет ребят, что его вчерашние признания — не более чем игра. Натали же уверяет, что влюбилась в некоего красавца Стефана. Джоанна собирается найти Диане жениха и велит ей притвориться тонущей в бассейне. Англичанка не умеет плавать и тонет по-настоящему. Диану спасает Стефан. |
| 100. | «Искушение (часть 1)»                       | La tentation (1)                      | За столик к Николя подсаживается Ариэль — зрелая роскошная женщина. Она производит на него неизгладимое впечатление и оставляет номер телефона. Николя долго не решается позвонить. Но потом сказывается больным, и, когда друзья уходят, назначает Ариэль встречу в кафе. Кристиан знакомит друзей с толстячком Гидеоном — гитаристом и другом детства. Гидеон клеится сразу ко всем девушкам. |
| 101. | «Искушение (часть 2)»                       | La tentation (2)                      | Николя обманывает Элен и признаётся Ариэль, что ему безумно хорошо с ней. Николя считает, что лишь с Ариэль стал настоящим мужчиной. Гидеон застаёт Николя и Ариэль в гараже. Николя говорит Элен, что на уикенд уезжает к старой тётке в провинцию. Гидеон пристаёт к Элен. Элен грозится пожаловаться на него Николя. Гидеон рассказывает Элен о том, что он увидел в гараже. |
| 102. | «Искушение (часть 3)»                       | La tentation (3)                      | Элен плачет. Кристиан просит Себастьена пользоваться презервативами. Гидеон рассказывает Кристиану о том, что Николя целовался в гараже с пожилой брюнеткой, и о том, что он, не удержавшись, рассказал об этом Элен. Кристиан бьёт Гидеона. И Николя, вернувшись, тоже бьёт Гидеона. Николя влезает в окно комнаты девочек. Николя и Элен объясняются. |
| 103. | «Ещё одна измена»                           | Une fois de trop                      | Ариэль приходит на факультет к Николя. Она благодарит его за то, что вновь почувствовала себя 18-летней. Николя уходит. Зато Кристиан не теряется. Он приглашает заплаканную Ариэль выпить. Джоанна приходит проведать «заболевшего» Кристиана в общежитие. Но Кри-Кри там нет. Он в это время в гараже занимается любовью с Ариэль. В самый разгар в гараж входит Джоанна. Джоанна решает уехать. Кристиан вновь лезет по трубе в общагу к девочкам. Но в этот раз Джоанна не слушает его. |
| 104. | «Ещё одна потеря»                           | Une de perdue                         | Джоанна улетела. Кристиан думает, что её отлёт — розыгрыш. Он уверен, что Джоанна его слишком любит, чтобы бросить. Он всё своё внимание отдал Ариэль. Элен признаётся Бенедикт, что как-то застала Бене и Кристиана целующимися в гараже. И только Бенедикт, по мнению Элен, может поговорить с Кристианом. |
| 105. | «Один»                                      | Seul                                  | Кристиан сказал, что вырос. Он встречается с Ариэль. Ариэль откровенничает с девочками. Она признаётся, что любит Кристиана. Девочки тоже подружились с Ариэль и вместе ходили по магазинам. Ночью Ариэль пришла в комнату к девочкам вся в крови и ссадинах. Она рассказала, что за ужином Кристиан напился и избил её. |
| 106. | «Безумие»                                   | La folie                              | Ариэль проснулась вся в синяках и плачет от боли. Жозе нашёл с утра пьяного Кристиана в канаве, завернул в одеяло и притащил в общежитие. Натали говорит, что это она выбросила Кри-Кри в канаву, предварительно проведя с ним ночь. Выбросила, потому что ненавидит наркоманов. Николя находит следы уколов на руках Кристиана. Ребята пытаются выяснить, кто дилер. Ариэль мирится с Кристианом. Он просит наркотики у неё. |
| 107. | «Самый чёрный день»                         | Le jour le plus noir                  | Бенедикт потеряла золотую цепочку. В её поисках она заходит в гараж. А там — только что уколовшийся Кристиан. Он пристаёт к Бене. Девушка сопротивляется. Кристиан толкает её. Бене падает и теряет сознание. Когда она приходит в себя, он начинает её душить. В гараж вбегают ребята. Они видят, как Кристиан издевается над несчастной. Элен бьёт Кристиана по лицу. |
| 108. | «Разоблачение»                              | La révélation                         | Кристиан понимает, что чуть не убил Бене, но дилера не сдаёт. Девочки сами вычисляют подозрительного типа на факультете. Николя и Себастьен волокут его в гараж. Тот признаётся, что торгует «колёсами», «травкой», но кокаина и героина у него нет. Ребята сжигают найденные наркотики и деньги, а дилера отводят в полицию. И задумываются — откуда у Кристиана деньги на «серьёзные» наркотики? В Париж приехала Линда. Оказывается, она знакома с Ариэль — топ-модель Линда и фотограф Ариэль часто работали вместе раньше. Линда спрашивает у ребят: «А что Кристиан делает с Ариэль? Ведь Ариэль — законченная наркоманка!» |
| 109. | «Изумительная подруга»                      | Une amie stupéfiante                  | Ребята догадываются, что Ариэль сажает парней на наркотики, чтобы они от неё никуда не ушли. Лали переживает из-за Линды и Себастьена. Ариэль с Кристианом возвращаются из Амстердама с приобретениями, заходят в гараж. Кристиан настаивает на немедленной пробе «покупок». Вскоре туда же приходит Линда — на встречу с ребятами. Одурманенный Кристиан нападает на Линду. В последний момент в гараж врываются ребята. Кристиан клянётся, что завяжет с наркотиками. Лали разговаривает с Линдой. |
| 110. | «Возвращение в гавань»                      | Retour au port                        | Кристиан преодолел тягу к наркотикам в больнице. Линда знакомит Кристиана с манекенщицей Аньес. Они нравятся друг другу. Но Аньес знакома с Натали. Между ними есть какая-то тайна. После свидания с Аньес Кристиан просит у друзей взаймы 20 000 франков. Оказывается, родители Аньес заняли денег у родителей Натали на операцию для отца Аньес. К сожалению, все ребята на мели. Аньес выручает Линда — у неё вышел каталог, и она с радостью помогает подруге. |
| 111. | «Новая любовь»                              | Amour nouveau                         | Аньес хочет поехать работать в Японию, чтобы отдать долг Линде. Влюблённый Кристиан делает всё возможное, чтобы Аньес осталась в Париже. Он договаривается с девочками, чтобы Аньес спала на кровати Джоанны. Элен звонит Джоанне. Она очень скучает по подруге. |
| 112. | «Поэма»                                     | Un poème                              | Кристиан пишет слова песни, посвящённые Джоанне. Николя — музыку. А Элен — поёт эту песню. Кристиан рвёт с Аньес. Элен признаётся Кристиану, что Джоанна всё время спрашивает о нём и до сих пор любит его. |
| 113. | «Волшебная песня»                           | Chanson magique                       | Все слушают новую песню «Однажды в сентябре» и плачут от восторга. Элен и Николя рассказывают Джоанне о песне. Джоанна звонит Кристиану. Томас Фава предлагает Элен и Николя выпустить песню. Он уверен — это новый хит. Ребята отказываются — эта песня — слишком личная. |
| 114. | «Кража»                                     | Le vol                                | Натали и Томас предлагают Джону отдать им кассету с песней. Джон отказывается. И тогда они крадут мастер-кассету. Линда уезжает в Японию. Аньес общается по телефону с Джоанной. Натали заявляет, что песню «Однажды в сентябре» будет петь она. Взбешённые мальчики тащат Томаса в гараж. |
| 115. | «Тайна Аньес»                               | Le mystère d’Agnès                    | Аньес собирает вещи и уходит из общежития в гараж. Там её встречает безумно влюблённый в неё Жозе. Но Аньес даёт ему понять, что между ними ничего не может быть. Затем они идут в кафе. Все спрашивают, почему она уезжает, но Аньес молчит. Она назначает всем встречу в гараже и просит ребят и девочек занести с улицы её вещи. Только Кристиана она просит остаться. Тот скучает в одиночестве в гараже. |
| 116. | «Счастье»                                   | Le bonheur                            | Джоанна простила Кри-Кри. Влюблённые счастливы. Натали просит прощения у Элен за воровство. Джоанна и Кри-Кри не вернулись ночевать. Выясняется, что они застряли в открытом поле и провели ночь под машиной с разводным ключом. Джоанна и Кристиан идут вдвоём к девочкам в ванную и устраивают потоп. Жозе любезничает с Аньес и игнорирует Бенедикт. |
| 117. | «Любимый Кри-Кри»                           | Cricri d’amour                        | Джоанну восстановили на факультете. Кристиан заваливает Джоанну цветами и подарками. Аньес живёт у Жозе — он отдал ей комнату для гостей. Бене злится. |
| 118. | «Возвращение любви»                         | Retour de flamme                      | Бене заявляет Аньес: «Пусть Жозе любит тебя, я буду хотя бы уверена, что он не ходит налево!» Девочки вернулись с распродажи. Джоанна купила красное мини, Лали — леопардовые наряды, Элен — что-то в цветочек. Бенедикт красуется в мини-шортах. И вдобавок, Бенедикт встретила Каню и предложила ему пожить у неё, в гостевой комнате. Она говорит Жозе: «У Каню такие красивые глаза — это поднимет мне настроение за завтраком». Жозе заревновал. Он предлагает поменять Аньес и Каню местами. |
| 119. | «Фитиль и пороховая бочка»                  | Le feu aux poudres                    | Джоанна опять решила выступить в роли свахи. Она уверена, что Аньес и Каню созданы друг для друга. Каню влюбляется в Натали. |
| 120. | «И снова любовь»                            | L’amour toujours                      | Жозе переживает. Он влюблён в Аньес. Аньес любит Каню. Каню любит Натали. Натали откровенничает с Аньес — уверяет, что впервые влюбилась так, что это приносит ей только радость. |
| 121. | «Троянский конь»                            | Le cheval de Troie                    | Томас Фава уговаривает Кристиана представить песню Джоанны широкой публике. Кристиан в раздумьях. |
| 122. | «Сомнение»                                  | Le doute                              | Николя собирается уходить из группы и университета. Ему срочно нужны сто тысяч франков, он должен спасти брата от долговой тюрьмы. Элен планирует помочь любимому и устраивается работать в ресторан. В связи с этим Кристиан соглашается на предложение Томаса. |
| 123. | «Контракт»                                  | Le contrat                            | Николя и Элен трудятся в поте лица. Кристиан вручает Николя чек на 100 000 франков. |
| 124. | «Танцевальная музыка»                       | Dance music                           | Ребята записывают в студии песню. Джоанна и Лали сидят на диете. Томас Фава предлагает добавить в песню Бит — побольше ударных. Ребята в раздумьях. |
| 125. | «Неразбериха»                               | Le gâchis                             | Томас сделал для песни ужасную аранжировку. При этом он унижает Элен, которая не может петь под отвратительную музыку. Ребята бьют его, он вызывает своих телохранителей. |
| 126. | «Попавший в западню»                        | Pris au piège                         | Девочки обрабатывают раны Николя и Кристиана после драки с телохранителями Фава. Натали вызывается отомстить Томасу, но тот избивает её и угрожает тюрьмой Кристиану за невыполнение обязательств. |
| 127. | «Проблема без решения»                      | Un problème sans solution             | Джоанна приглашает Томаса Фава на свидание. Тот оказывается мазохистом, вспоминает момент, когда Джоанна плюнула ему в лицо. Кристиан, в связи с отлучками любимой без всяких объяснений, уверен, что Джоанна беременна. |
| 128. | «Квадратура круга»                          | La quadrature du cercle               | Джон знакомится в кафе с прекрасной девушкой. Это Аньес. Она приятно удивлена, что её новый знакомый — близкий друг девочек. А тот, в свою очередь, упрекает девочек в том, что они не познакомили его с Аньес раньше. Аньес и Джон идут на свидание и видят в ресторане Томаса и Джоанну. Они встречаются каждый день. Джоанна уверяет ребят, что начала учить китайский язык. «В таком случае, — говорит Элен, которая от Аньес знает секрет Джоанны, — я запишусь на занятия вместе с тобой!» |
| 129. | «Предательство»                             | La trahison                           | Джоанна с Томасом приходят к Джону. У того находится Аньес. Джоанна говорит им, что вскоре известит Кри-Кри о разрыве. После записи песни Элен Томас планирует отправиться с Джоанной в свадебное путешествие. |
| 130. | «Жизнь прекрасна»                           | La belle vie                          | Джоанна думает, кого бы ещё свести в пару? Мотоцикл Себастьена сбивает красотка Аннет. Она оставляет свой номер телефона Николя. Друг Линды — немец-модель Джими — влюбляется в Лали. Аннет и Джими оказываются братом и сестрой. |
| 131. | «Новые друзья»                              | De nouveaux amis                      | Девочки без умолку трещат о красавчике Джими. Лали спит и видит сны о нём. Но он холоден к девушкам. Линда говорит, что Джими всегда один. Между Бене и Каню вспыхивает искра. |
| 132. | «Встречи»                                   | Rencontres                            | Лали встречается с Джими и задаёт ему вопрос, нравятся ли ему женщины. Джими признаётся о своей связи с мужчиной, но тут же говорит Лали о том, что у неё самые красивые глаза среди глаз всех женщин и мужчин. Лали тает. |
| 133. | «Подпольщики»                               | Clandestins                           | Аннет откровенно «клеится» к Николя. Но стойко тот верен Элен. У Лали безумный роман с Джими. Лали и Джими идут в кафе и встречают там целующихся Бенедикт и Каню. |
| 134. | «Угрызения совести»                         | Remords                               | Джоанна заставляет Кристиана признаться, что он мечтает об Аннет. Лали и Бене встречаются с Джими и Каню на другом конце города, возле юридического факультета. Жозе, Себастьен и Натали грустят в одиночестве. Себастьен на мотоцикле отправляется искать Лали. Его сбивает грузовик. |
| 135. | «Драма»                                     | Drame                                 | Себастьен в коме. Лали дежурит у его постели. Линда рыдает — она готова отдать жизнь за Себастьена. Каню признался Натали в своих отношениях с Бенедикт. Каню считает, что трагедия случилась с Себастьеном из-за того, что они совершили плохой поступок. И он, и Бене, и Лали несут наказание за измены. У Лали нервный срыв. Она уверена — Себастьен умрёт, а виновата она. |
| 136. | «Раскаяние»                                 | Regrets                               | Себастьену всё хуже. Лали собирается быть с ним ежеминутно. Ребята не сообщают ей всей правды. Лали признаётся Николя, что изменила Себасьтену с Джими. |
| 137. | «Нежность»                                  | Tendresse                             | Себастьен спасён. Ребята на радостях напиваются. Бене признаётся Жозе в своей измене. |
| 138. | «Выздоровление»                             | Réparation                            | Каню собирается уехать в штаты. Натали страдает. Жозе теперь точно уверен, что любит Бенедикт. Джоанна мирит Натали и Каню. Кристиан назначает свидание некоей Терезе. |
| 139. | «Рецидив»                                   | Récidive                              | Кристиан знакомит всех с блондинкой Терезой — своей школьной любовью. Джоанна ревнует. И не зря. Сначала Кри-Кри приводит Терезу на романтический ужин, который устроила Джоанна. Потом, провожая Терезу домой, заводит её в гараж и целует. |
| 140. | «Хитрость»                                  | La ruse                               | Себастьен выходит из больницы. Лали радуется. А вот Джоанна грустит. Она не доверяет Кри-Кри. Джоанна говорит Жозе, что Тереза без ума от него. Тот доверчив, как ребёнок. Он тут же начинает волочиться за Терезой. А Джоанна хочет увидеть реакцию Кристиана на это. Но тест прошли все. Они нашли, как выкрутиться. Вечером Джоанне звонит её отец. |
| 141. | «Неуловимый»                                | Introuvable                           | Мать Джоанны ложится на операцию. Джоанна должна поехать к ней. Натали видит Кристиана в машине с Терезой. |
| 142. | «Ещё неостывшее место»                      | Une place encore chaude               | Джоанна улетела, оставив девочкам список того, что Кристиан должен есть, какие его вещи надо забрать из чистки. А Кристиан всюду появляется с Терезой. Тереза пришла к девочкам. Она поссорилась с Кристианом. |
| 143. | «Конфликт в группе»                         | Conflit de groupe                     | Кристиан водит Терезу на все репетиции. Она высказывает своё негативное мнение по поводу игры всех, кроме Кри-Кри. Ребята ссорятся. Линда не может забыть Себастьена. Она хочет уехать. Кристиану надоедает, что Тереза ходит за ним хвостом. Он просит девочек, чтобы они разрешили пожить Терезе у них в комнате. |
| 144. | «Приступ безумия»                           | Coup de folie                         | Тереза переезжает к девочкам. А Кристиан, пользуясь свободой, заводит роман с Патрисией. Тереза видит, как они целуются в кафе, но молчит. |
| 145. | «Замена»                                    | Le remplaçant                         | Тереза занимается в спортзале. С ней знакомится невысокий брюнет с карими глазами — его зовут Кристоф. Кристиан же назначает свидания всё новым и новым девушкам. Он приводит на репетицию близняшек. Ребята возмущены и выгоняют поклонниц взашей. Кристиан пристаёт к Линде. Она бьёт его по лицу. Кристиан извещает ребят о том, что уезжает к любовнице в Сен-Тропе на недельку и нашёл себе замену. Это Кристоф. |
| 146. | «Попытки»                                   | Tentatives                            | Ребята пытаются свести Терезу и Кристофа. |
| 147. | «Откровение»                                | Révélations                           | Линда пытается покончить с собой. Об этом знают лишь Натали, Элен и Николя. В гараж в поисках Кристиана идут толпы поклонниц. Кристоф и Тереза находят общий язык. |
| 148. | «Обретение себя»                            | Récupération                          | Лали и Себастьен узнают о попытке Линды покончить жизнь самоубийством. Лали опять винит во всём себя. Она бросает Себастьена. Николя и Себастьен дерутся. Лали мирится с Себастьеном. Мальчики лечат фингалы. Лали заставляет Терезу поцеловать Кристофа. |
| 149. | «Окончание каникул»                         | Retour de vacances                    | Вернулся Кристиан. Он предлагает Терезе закрутить интрижку с Кристофом. |
| 150. | «За пределом»                               | Au-dessus des limites                 | Ребятам жаль расставаться с Кристофом. Девочки обсуждают Кристиана. Он отказывается пользоваться презервативами и может подцепить смертельную болезнь. Мать Джоанны почти поправилась и Джоанна собирается вскоре вернуться. Тереза сообщает, что между ней и Кристианом всё кончено. Элен и Лали дарят Кристиану коробку с ароматными презервативами. Тереза со слезами на глазах просит Кристофа заняться с ней любовью, чтобы вернуть Кри-Кри. |
| 151. | «Возвращение к старому»                     | Reconquête                            | Кристоф играет в группе вторым клавишником. Кристиан просит денег у Николя, якобы на девочек и выпивку. Потом он занимает деньги у Элен. Николя находит Кристиана в кафе за столиком с Ариэль, где они увлечённо беседуют о наркотиках. |
| 152. | «Изменение»                                 | Changement                            | Кристиан благодарит друзей за очерёдное спасение себя от наркотиков и Ариэль. В гараже царит атмосфера дружеского юмора. Жозе с Кристофом проводят много времени за синтезаторами. Бене упрекает Жозе в измене. «Ты изменяешь мне с Кристофом!» — говорит она. |
| 153. | «Сладкие мгновенья»                         | Doux instants                         | У Кристиана тайный роман с Линдой. |
| 154. | «Потихоньку»                                | Tout doucement                        | Линда с Кристианом договариваются о том, что их отношения будут тайными. Тереза собирается на свидание со своим боссом. Тому 40 лет, он женат и у него трое детей. |
| 155. | «Недопустимое»                              | Inadmissible                          | Линда говорит Кристиану, что она влюбилась так сильно впервые в жизни. Кристиан говорит ей, что всю жизнь ждал только её. Терезу пытался изнасиловать её начальник. Она в шоке. Натали ходит с гипсом на ноге — неудачный прыжок с парашютом. Бенедикт встречается с начальником Терезы и заманивает его в гараж. Ребята его бьют. |
| 156. | «Всё непросто»                              | Jamais simple                         | Лали радуется — Тереза отомщена. Все обсуждают роман Линды и Кристиана. Кристиан уверяет, что они с Линдой просто друзья. Девочки хотят его подразнить и говорят, что видели Линду в бассейне с красавцем. А Жозе говорит, что видел их в клубе. Кристиан злится, от отчаяния он вызывает двух подружек, они целуют его, когда в гараж входит Линда. |
| 157. | «Недоразумение»                             | Malentendus                           | Линда плачет и жалуется Элен. Выясняется, что красавец, с которым Линда плавала в бассейне — это её друг. Он гей. Кристиан всё не так понял, а Линда страдает. В гараж в поисках Кристиана приходит Аделина. Все ребята влюбляются в неё с первого взгляда. Линда видит Аделину и убегает в истерике. Но Аделина говорит, что она сестра Кристиана. Линда и Кристиан мирятся и признаются друг другу в любви. |
| 158. | «Большое счастье»                           | Le grand bonheur                      | Жозе клеится к Аделине. Та ставит ему синяк под глазом. |
| 159. | «Авторское полотно»                         | Un tableau de maître                  | Тереза сообщает, что если не найдёт работу, ей придётся уехать. Линда и Кристиан видят, как в кафе какой-то тип даёт Лали кучу денег. Лали отдаёт их Терезе. |
| 160. | «Чётко и ясно»                              | Clair et net                          | Элен требует, чтоб Кристиан сказал Терезе, что между ними всё кончено. Кристиан делает это. Терезе очень больно. |
| 161. | «Волнения»                                  | Émotions                              | Лали в кафе знакомится с Жаком. Она в восторге от него. Жозе «клеится» к Аделине. Вечером Лали просит подруг прикрыть её. |
| 162. | «Копилка секретов»                          | Le jardin secret                      | Линда предлагает Аделине пройти пробы в модельном агентстве. Жозе при Бене массирует ноги Аделине. Бене злится. Николя хочет познакомить Элен с другом детства. Им оказывается Жак. |
| 163. | «Мир тесен»                                 | Le monde est petit                    | Бене ушла от Жозе, облив красками всю его одежду. Она застала Жака в клубе с Аделиной. Элен, Бене и Лали спорят, кто из них будет с Жаком. Кристиан и Линда целуются в гараже в полной темноте. Входит Жозе с Аделиной. Не заметив первую парочку, они тоже начинают целоваться. |
| 164. | «Простить не значит победить»               | Pardonner n’est pas gagner            | Бене собирается помириться с Жозе, а он проводит всё свободное время с Аделиной. Жозе считает, что их история с Бене закончена. Жак рассказывает, что был усыновлён в 5-летнем возрасте, а до того рос в приюте. |
| 165. | «Выбор»                                     | Le choix                              | Кристиан признаётся, что влюблён в Линду. Звонила Джоанна, она сказала, что встретила мужчину, моряка, выше её на 20 см и остаётся с ним. Бене без ума от Жака. |
| 166. | «Предложение»                               | Proposition                           | Элен и Лали ждут Жака в кафе, а он гуляет по Парижу с Бене. Они счастливы. Бене говорит, что сбирается продать Жаку старую семейную реликвию. |
| 167. | «Икота»                                     | Le hoquet                             | Жозе весь вечер строил глазки кому-то в ресторане. Аделина за это расцарапала ему всё лицо и спину. Лали чуть не утонула в бассейне, и всё ради того, чтобы Жак сделал ей искусственное дыхание. |
| 168. | «Отказ»                                     | Le refus                              | Все девочки болтают о Жаке. Бене заставляет гулять его вместе с собой, но страдает, видя, как Жозе милуется с Аделиной. Она просит Жака влюбиться в неё, но Жак говорит, что уже влюблён в другую девушку, которая даже не знает об этом. |
| 169. | «Выбирай»                                   | Choisis                               | Бене плачет. Она не может без Жозе. Элен советует ей объясниться с любимым. Бене приходит к Жозе, признаётся, что любит его и не может без него жить. Затем она ставит Аделину возле себя и говорит: «Выбирай!» |
| 170. | «Билет в один конец»                        | Un aller simple                       | Бене, Аделина и Жозе будут встречаться втроём — пока Жозе не сделает окончательного выбора. Натали говорит Жаку, что хочет его. Жак сопротивляется. В Париж вернулась Джоанна. Она рассказывает Кристиану, что изменила ему с ударником из техасской кантри-группы, но готова возобновить отношения. Кри-Кри сознаётся, что любит Линду. |
| 171. | «Конец эпохи»                               | La fin d’une époque                   | «Всё в прошлом, но Джоанна навсегда останется в моём сердце» — уверяет Кристиан. Жозе злится — Бене и Аделина заставляют его спать одного в ванной. Джоанна пригласила Жака на романтический ужин. |
| 172. | «Умножение на 2»                            | Multiplié par deux                    | Натали открывает Николя глаза на то, в кого влюблён Жак. |
| 173. | «Соперник»                                  | Le rival                              | Жак уезжает в Тулузу. Он приглашает Элен поужинать перед поездом и просит её не говорить об этом остальным. Кристиан надушился модными духами, которые привезла ему Линда из Швеции. Это оказался пятновыводитель. Элен отвечает на поцелуй Жака. Тот просит проводить его на поезд. Элен соглашается. Николя идёт на вокзал и сталкивается там с Жаком и Элен, которые держатся за руки. |
| 174. | «Ошибка»                                    | La faute                              | Элен раскаивается. Николя исчез. Аделина и Бене видели его в ночном клубе с Натали. Элен чуть не задушила Натали. |
| 175. | «Как прежде»                                | Comme avant                           | Джоанна, Лали и Элен дружно ремонтируют машину Линды. Жозе заперся в гараже, спасаясь от Бене и Аделины. Девочки после ремонта вчетвером моются в душе у мальчиков. Кристиан целует Джоанну. |
| 176. | «Мятеж»                                     | Révolte                               | Кристиан и Джоанна вместе уехали на каникулы в Бретань. Жозе сменил замки в своём доме, чтобы отдохнуть от Аделины и Бене. |
| 177. | «Без жилья»                                 | Sans logis                            | Бене и Аделина ночевали у Элен и Лали. Они горят жаждой мести и начинают «клеить» в кафе мальчиков, чтоб переехать к тому, кто окажется «с квартирой». Бене и Аделина переезжают к застенчивому Жерару. Жозе чуть его не убил. |
| 178. | «Ограбление»                                | Cambriolage                           | Возвращается с каникул Джоанна. Она объявляет девочкам, что они с Кристианом решили жить вместе, и он предложил ей выйти за него замуж. Из комнаты Николя и Себастьена украли все вещи Кристиана. Выясняется, что Кри-Кри забрал потихоньку свои вещи, чтобы Николя не успел высказать ему упрёки по поводу длительного отсутствия. Сам Кристиан якобы уехал к родителям. Аделина согласилась переночевать у Кристофа. |
| 179. | «Подлость»                                  | Lâcheté                               | Николя говорит Элен, что Кристиан оставил ему письмо, в котором попросил забыть его и никогда не искать и передать об этом остальным. Кристиан «завещал» Николя свою ударную установку и решил начать абсолютно новую жизнь, бросив всех, включая невесту. Элен не знает, как сказать Джоанне об этой подлости. |
| 180. | «Смелость»                                  | Courage                               | Николя запрещает упоминать Кристиана при нём. «Его больше не существует!» — сердится он. Джоанна держится изо всех сил. Аделина переезжает к девочкам — в комнату ставят четвёртую кровать. Джоанна облепляет уголок Аделины фотографиями Кристофа. |
| 181. | «Клуб»                                      | Le club                               | Натали вернулась из Нью-Йорка злая. Каню влюбился в другую. Линда тоже в Париже и тоже несчастна. Джоанна предлагает объединить их с ней и организовать «Клуб брошенных». Выясняется, что Линда ждёт ребёнка от Кристиана, поэтому он и уехал. |
| 182. | «Сложная ситуация»                          | Situation difficile                   | Николя в бешенстве — он ненавидит Кристиана. Девочки опекают Джоанну и Линду. Они устраивают ужин. Аделина целуется с Кристофом. Джоанна просит Элен и Лали присматривать за Линдой и Аделиной — а сама Джоанна возвращается в Техас. |
| 183. | «Классная распашонка»                       | Brassière à craquer                   | Лали скупила кучу ниток и спиц. Она заставила всех девочек вязать вещи для будущего малыша Линды. |
| 184. | «Бэби-бум»                                  | Baby boom                             | Натали пытается соблазнить Кристофа. Показывает ему альбом с фотографиями, на которых изображена обнажённой. Лали отчаянно завидует Линде и ведёт себя как беременная. Аделина сбегает из общежития под покровом ночи, у неё неприятности. |
| 185. | «Паэлья»                                    | La paëlla                             | Лали делает тест на беременность. Он отрицательный. Лали убеждает Линду рожать в воде. Аделина плачет. Она рассказывает Элен, что её кузен Кристиан не заплатил за наркотики и теперь за 20 000 франков его грозятся убить. Аделина, чтобы спасти его, вынуждена продать семейные драгоценности. Ребята скидываются и выручают Аделину. Лали требует паэлью. Линда едет за паэльей для Лали вместе с Себастьеном и они попадают в аварию. Линда может потерять ребёнка. |
| 186. | «Трудное завтра»                            | Lendemain difficile                   | С Линдой всё в порядке. Натали называет ребёнка Линды ублюдком. Лали размазывает мороженое по лицу грубиянки. Натали приходит в гараж, где спит Себастьен, расстёгивает у спящего рубашку и начинает целовать. Их застаёт Лали. Девушки дерутся. |
| 187. | «Несостоявшаяся репетиция»                  | Répétition ratée                      | Жозе остался дома красить кухню. Кристоф купил кольцо Аделине. Себастьен идёт с Лали за пелёнками. |
| 188. | «Искры»                                     | Des étincelles                        | У Лали проблемы с печенью, она ест слишком много жирного. Но Лали заявляет, что беременна и хочет малыша. В гараж вбегает Натали, лицо её расцарапано в кровь. На Натали напали трое мужчин и пытались её изнасиловать. |
| 189. | «Опасность»                                 | Dangers                               | Ещё неделю назад Лали ненавидела эту Натали, а теперь опекает бедняжку. Свидетелей попытки насилия не было, поэтому полиция ничем не может помочь. Ребята сами готовят карательную операцию. Узнав об этом, Натали отговаривает ребят от драки — у насильников есть пистолет. |
| 190. | «Мерзавцы»                                  | Les odieux                            | Девочки вместе с Натали идут в клуб — ловить насильников «на живца». Они заманивают троицу в гараж и просят раздеться догола, якобы для бурного секса. Когда мажоры остаются обнажёнными, из картонных коробок выскакивает Николя и товарищи. Ребята фотографируют насильников и угрожают отослать снимки их родителям. |
| 191. | «Знак благодарности»                        | Remerciements délicats                | Натали просит у Николя один поцелуй и получает его. Но она хочет большего в знак благодарности за спасение. Выясняется, что она любит Николя. Натали добивается своего. Лали в кафе знакомится с красавчиком Тьерри. |
| 192. | «Возвращение в город»                       | Retour en ville                       | Возвращается Элен. Николя страшно рад. Тьерри признаётся Лали, что готов просто обожать её, если она позволит. |
| 193. | «Неразбериха»                               | Désordres                             | Лали согласилась стать госпожой Тьерри. Он ведёт её в ночной клуб. Там они видят пьяную Натали и Аделину с красавчиком Оливье. Лали прячется под пиджаком Тьерри, и они уходят из клуба незамеченными. Аделина уверяет Натали, что Оливье — её кузен. |
| 194. | «Приятель»                                  | Le copain                             | Себастьен видел Аделину и Оливье вечером в ресторане. Он сообщает об этом Николя. Николя надевает пуловер, который ему подарила Натали. Мальчики выясняют, что Оливье и Кристоф знакомы — вместе учились в школе ударных. Кристоф обещает познакомить Оливье со своей девушкой. Но Оливье уверяет, что уже познакомился и влюблён. При встрече Оливье и Аделина опускают глаза и молчат. Оливье не остаётся ничего другого, как согласиться. Хотя на самом деле они с Аделиной случайно познакомились на улице. |
| 195. | «Великий день»                              | Le grand jour                         | Аделина разобралась в себе и выбрала Кристофа. |
| 196. | «Затоваривание»                             | Encombrement                          | Лали делает вид, что ходит по магазинам, а сама тайком встречается с Тьерри. Себастьен ревнует. |
| 197. | «Смена имиджа»                              | Relookage                             | Аделина решила поменять имидж Кристофу. Лали воплотила это в рисунках. Натали знакомит всех со своим братом Маню. |
| 198. | «Большая спячка»                            | Le grand sommeil                      | Элен уговаривает Лали прекратить отношения с Тьерри. Натали выпила упаковку снотворного. Элен сообщает Николя, что догадалась о его связи с Натали. |
| 199. | «Мучительный конец»                         | Fin difficile                         | Лали объявляет Тьерри, что отказывается быть госпожой. Тьерри набрасывается на неё с ножом. Оливье преследует навязчивая барышня Рози. |
| 200. | «Сюрприз»                                   | Surprise                              | Рози ночует в гараже. Элен и ребята украшают кафе «У Альфредо» — они готовят сюрприз для Николя, у которого день рождения. |
| 201. | «Красная карточка»                          | Carton rouge                          | Бенедикт считает, что Жозе увлёкся Рози и выгоняет его из дома, а сама пытается завести роман с братом Натали. Ребята отмывают стены кафе от надписей, оставленных Рози. Сумасбродка Рози на свежеотмытой стене пишет «Я люблю Жозе!» |
| 202. | «Упрямство»                                 | De la suite dans les idées            | Рози подвернула ногу и портит всем настроение, Лали предстаёт в образе Одри Хепбёрн, Жозе бежит за Бенедикт сломя голову. А Линда потеряла ребёнка. |
| 203. | «Хандра»                                    | Déprime                               | Все подавлены — Линда потеряла ребёнка. Рози ведёт себя бесцеремонно. У Лали нервный срыв. Она скидывает Себастьена с трубы, когда он пытается подняться по ней в комнату девочек. |
| 204. | «Рози»                                      | Rosy                                  | Девочки учат Рози хорошим манерам. Рози раздобыла машину, чтобы забрать Линду из больницы. В гараж на разборки с Оливье приходит приятель Рози — оказывается, она угнала машину, которую приятель Рози сам угнал и ещё не успел перекрасить. |
| 205. | «Конкурс»                                   | Concours                              | Оливье признаётся Рози, что у него нет денег. Он 3 дня ничего не ел, не считая бутерброда, отобранного у Рози. Он остался без квартиры и живёт в гараже. А подработку с репетициями найти сложно. Рози рассказывает девочкам о нищете любимого. Лали хочет выиграть машину в конкурсе. |
| 206. | «Спасение»                                  | Sauvetage                             | Рози приносит завтрак в гараж. Оливье в восхищении. Рози признаётся, что всё рассказала девочкам, и Оливье убегает в неизвестном направлении. Ребята взволнованы. Оливье возвращается и извиняется за то, что ничего не рассказал ребятам сам. Николя и Себастьен устраивают Оливье в общежитии. |
| 207. | «Урок вождения»                             | La leçon de conduite                  | Лали в предвкушении победы в конкурсе и выигрыша машины собирается взять урок вождения. Натали приводит в гараж Томаса Фава. Лали попадает в аварию, после которой приводит инструктора в кафе. Тот совершенно очарован бразильянкой. Оливье находит работу в пиццерии. |
| 208. | «Согласие»                                  | L’acceptation                         | Фава умоляет Элен уговорить ребят написать песню, иначе его уволят. Он признаётся, что болен СПИДом и ему осталось недолго. Рози говорит, что оставляет Оливье под присмотром своей сестры. |
| 209. | «Тревога»                                   | Angoisse                              | Натали признаётся Элен, что, возможно, больна СПИДом. Появляется Заза (Изабель). Оливье не напоминает ей прекрасного принца. Но она уверена, что привяжется к нему. Николя говорит Элен, что он не предохранялся, когда занимался сексом с Натали. У него тоже может быть СПИД. |
| 210. | «Заза»                                      | Zaza                                  | Заза просит Томаса Фава сделать её звездой. |
| 211. | «Глупое пари»                               | Pari stupide                          | Жозе заключает пари, что ещё до вечера Заза влюбится в него. И в итоге… получает пощёчины от Зазы и от Бенедикт. Лали сочиняет песню. Линда начала встречаться с Маню — братом Натали. Элен сдала анализы на СПИД — у неё всё в порядке. |
| 212. | «Ошибка»                                    | L’erreur                              | Заза и Рози подрались из-за Оливье. Бенедикт выгнала Жозе. Заза решила начать встречаться с Жозе. Элен напоминает Бенедикт, как та любит Жозе. Бене решила простить Жозе. Но Жозе говорит ей — слишком поздно! |
| 213. | «Новый поворот событий»                     | Nouveau départ                        | Бенедикт злится на Жозе и решает найти себе другого парня. Она приводит в гараж юношу, который без остановки твердит: «Не могу поверить!» Элен делает выговор Жозе и Бенедикт. Они мирятся. |
| 214. | «Воспоминания»                              | Souvenirs                             | Рози показывает всем мастер-класс по поцелую с Оливье. Ребята воодушевляются и страстно целуют своих подруг. В кафе Себастьен предаётся воспоминаниям с Линдой. |
| 215. | «Сближение»                                 | Rapprochement                         | Себастьен задумчив. Он слишком много думает о… Линде. Элен и Николя подписывают контракт с Томасом — тому нужны деньги на лечение. |
| 216. | «Затруднительное положение»                 | Embarras                              | Ребята злятся на Николя за контракт — а тот ничего не объясняет. Вдобавок, Николя не знает, как намекнуть Жозе о том, что ему надо сдать анализы на СПИД, ведь Жозе тоже спал с Натали! К счастью, всех выручает Рози. Лали всё ещё никак не может сдать на права и уделяет слишком мало внимания Себастьену. |
| 217. | «Мера предосторожности»                     | Précaution                            | Элен уговаривает Лали и Аделину сдать анализы на СПИД. Оливье увлёкся Рози, но не признаётся в этом. |
| 218. | «Ловушка»                                   | Le piège                              | Линда заходит в гараж отдать кошелёк Себастьену. «Ты забыл его утром у меня в машине» — говорит она. Жозе подкалывает Себастьена. Тот бросается на Жозе с кулаками. Лали знакомит всех со своим инструктором. |
| 219. | «Затворница»                                | Enfermée                              | Линда и Себастьен откровенничают. Себ пытается поцеловать Линду. Она уклоняется: ещё рано. Томас вынуждает Элен петь песни, которые написал не Николя. |
| 220. | «Единение»                                  | Communion                             | У Николя депрессия. Он считает себя ничтожеством. Ведь, чтобы разорвать контракт, надо выплатить неустойку в миллион франков! Однако после разговора с Элен он приходит в себя и мирится с Жозе. Рози бьёт по лицу Томаса Фава. Все ребята узнают, что Томас ВИЧ-инфицирован. |
| 221. | «Тайное свидание»                           | Rendez-vous secret                    | Себастьен тайно встречается с Линдой в спортзале. Элен много времени проводит на студии звукозаписи. |
| 222. | «Находка»                                   | Le déclic                             | Себастьен снова с Линдой, но не знает, как сказать об этом Лали. Николя придумывает очень красивую мелодию. |
| 223. | «Навёрстывание упущенного»                  | Rattrapage                            | Элен и Николя придумывают название для новой песни: «Тайная любовь». Их вдохновили отношения Себа и Линды. Лали вдруг понимает, что последний месяц вообще не уделяла внимания Себастьену. Она признаётся Себу в любви и требует, чтобы тот сделал то же самое. Линда просит Себастьена не причинять боль Лали и не порывать с ней. Лали лезет ночью в окно общаги к Себастьену. Его там нет. Лали считает, что Себастьен изменяет ей. |
| 224. | «Шок»                                       | Le choc                               | Лали после посещения общежития, не застав там Себастьена, бежит на дискотеку, напивается, флиртует с мужчинами с целью отомстить. Николя устремляется за ней, приводит в гараж и долго разговаривает. Себастьен признаётся ребятам, что был с Линдой, но пока не собирается рассказывать об этом Лали. Однако, Лали сама обо всём догадывается. Она рвёт и мечет. Встречая Маню, она задаёт ему вопрос: «Ты не в курсе, как давно Линда спит с Себастьеном?» |
| 225. | «Сделка»                                    | Un marché                             | Девочки обсуждают вопрос, который Лали задала Маню: «Как давно Линда и Себастьен спят вместе?». Лали дала пощёчину Себастьену. Элен соглашается спеть чужую песню для Томаса, тот обещает за это отдать ей контракт Николя. |
| 226. | «Новый композитор»                          | Nouveau compositeur                   | Лали решает простить Себастьена. Но в гараже она застаёт его с Линдой и в истерике убегает. Томас Фава знакомит Элен с Фабьеном — автором песни, которую она должна будет исполнить. |
| 227. | «Дружба»                                    | Amitiés                               | Рози красила гараж и пролила краску на синтезатор Жозе. Тот в ярости. Лали начиталась книг по восточной философии и пытается дружить с Линдой. |
| 228. | «Соперничество»                             | Rivalités                             | Николя ревнует Элен к Фабьену. Томас отдаёт Элен контракт Николя. Во время записи Томас предлагает Элен попробовать наркотики. |
| 229. | «Трудный сеанс»                             | Séance difficile                      | Рози и Жозе ремонтируют синтезатор. Девочки зажигают на дискотеке. Аделине приглянулся симпатичный блондин. Он защищает девушек от приставучих парней. Аделина вздыхает — если бы не Кристоф… В это время в студии Томас угостил Элен тортом. В нём была доза. Элен смеётся, роется в сумочке и находит кассету с песней Николя. Томас включает запись… |
| 230. | «Самая длинная ночь»                        | La nuit la plus longue                | Элен под наркотиками. Её ведут в ночной клуб. Николя в бешенстве. Он выбегает из клуба. Фабьен пытается увезти Элен к себе. Себастьен и Жозе нападают на Томаса и Фабьена. Бене уводит Элен в гараж. Элен ничего не помнит. Ей плохо. Она зовёт Николя, но того нет. |
| 231. | «Отрезвление»                               | Fin d’ivresse                         | У Элен болит голова. Она ничего не помнит. Жозе находит Николя на берегу реки. Тот жалеет о сломанной гитаре и сожалеет, что его ревность не дала заметить ему, что Элен под наркотиками. Николя придумывает, как наказать Тома и его банду. Рози дарит Николя новую гитару. |
| 232. | «Опасный поворот»                           | Détour dangereux                      | Джон Вандер переговорил с директором студии звукозаписи. Тот принимает Николя и Элен. Директор возвращает Николя и Элен их контракты, а Томаса увольняет! Рози объясняет, как ей досталась гитара, которую она подарила Николя. Аделина встречает прекрасного незнакомца, который приглянулся ей в ночном клубе. Джон приносит в гараж шампанское. Во время того, как ребята отмечают победу, врывается Томас. Он в невменяемом состоянии. Ребята отвозят его в больницу. Аделина предлагает новому знакомому, Бруно, взять билеты на самолёт и улететь на другой конец света. |
| 233. | «Перекрёсток»                               | Carrefour                             | Аделина пропадает. Кристоф недоволен. Линда застаёт Аделину и её новую пассию в кафе. Фабьен признаётся Элен в любви. |
| 234. | «Взятие в руки»                             | Prise en mains                        | Лали взяла Маню под свою опеку. Он начал улыбаться. Вдобавок, она заставляет тренироваться и Рози. Лали считает, что Рози толстеет не по дням, а по часам. Фабьен преследует Элен. Томас лечится в больнице. Аделина признаётся девочкам, что обманула Кристофа. «Теперь между нами всё кончено» — говорит она. |
| 235. | «Неожиданность»                             | Imprévus                              | Кристоф объявляет мальчикам, что улетает. Ему надо проветриться. Он целует ребят и уходит. Врывается Элен. Она объясняет, что Аделина влюбилась в другого парня, в Бруно. Фабьен преследует Элен. Лали ругает Рози за то, что та не следит за фигурой. Рози признаётся, что беременна уже 2 месяца от предыдущего парня. |
| 236. | «Презентация»                               | Présentation                          | Аделина знакомит девочек с Бруно. Рози хочет сделать аборт. Лали отговаривает её. Фабьен опять преследует Элен. Он под наркотиками. Николя злится. |
| 237. | «Безумные каникулы»                         | Follement                             | Оливье с радостью принял известие о беременности Рози. И его даже не смутило, что это не его ребёнок. «Он будет нашим!» — сказал Оливье. Николя и Элен увозят Рози и Оливье в домик на побережье. Лали требует, чтобы все остальные устроились на работу. В тот день Аделина выгуливала 10 собак, Бенедикт раскладывала одежду в магазине, Бруно стал грузчиком. А Жозе разъезжает на техпомощи. Именно он приезжает на вызов к Себастьену и Линде, которые застряли на машине в чистом поле. |
| 238. | «Гениальная идея»                           | Une idée de génie                     | Лали считает, что надо издавать студенческую газету. Так ребята смогут быстрей заработать на содержание ребёнка Рози. Бруно будет верстать её на компьютере, Линда — печатать. К сожалению, «Универ-скандал» совсем не пользуется популярностью. Задумка Лали терпит крах. Она в долгах. Девочкам (Бене, Лали и Аделине) приходится устроиться официантками в ночной клуб, разносить выпивку, нарядившись в зайчиков. |
| 239. | «Снимки»                                    | Photos                                | Жозе злится. Девочки неплохо заработали в клубе, но на них слишком откровенно пялились всякие старики. Линда находит девочкам работу фотомоделей для рекламы освежающего напитка. Но надо быть в купальных костюмах. Жозе в бешенстве. Бене заявляет, что назло ему снимется в самом крохотном купальнике. Но придя в студию, Бене, Аделина и Лали комплексуют — они пышки на фоне настоящих моделей. Во время съёмки заходят Жозе, Себастьен и Бруно — они решили не бросать девочек и тоже поработать статистами. |
| 240. | «Неудачная попытка»                         | Essai non concluant                   | Бенедикт понравилась фотографу. Он хочет снимать её. Жозе против. Он спрашивает Бене, приняла ли она решение. Та говорит «да». Жозе хватает Зазу и убегает. Фотограф пытается поцеловать Бене. Она даёт ему пощёчину. Вечером девочки вместе с Линдой работают зайцами в ночном клубе. |
| 241. | «Сёстры-враги»                              | Les sœurs ennemies                    | Заза ищет Рози, чтобы побить её, потому что Рози беременна от приятеля Зазы. Заза хочет забрать ребёнка. Лали прячет деньги для ребёнка Рози в грязном белье. Аделина относит грязное бельё в прачечную. В последний момент банкноты удаётся спасти из стиральной машины. Вечером ребята устраивают «У Альфредо» праздник в честь Рози и её будущего малыша и дарят ей корзину с деньгами. |
| 242. | «В единении сила»                           | L’union fait la force                 | Лали хочет устроить благотворительный концерт. Она договорилась с печатником, что он отпечатает им афишу бесплатно. Бене рисует макет афиши. Линда привела к ребятам стилиста. Элен придумала название группы — «Ребята». А печатник Лоран, кажется, влюблён в Лали! |
| 243. | «Приготовления»                             | Préparatifs                           | Ребятам не нравятся костюмы, предложенные стилистом. Девочки наряжают их сами в джинсовые костюмы и белые футболки. Себастьен ревнует Лали к Лорану. Он называет его «папиным сынком». |
| 244. | «Перемещения»                               | Migrations                            | Линда улетает на съёмки на Багамы. Себастьен в раздумьях. Лали очарована Лораном. Ребята репетируют изо всех сил. Лоран дарит Лали потрясающее кольцо. Лали в предвкушении вечера двигает мебель у Альфредо. Клиенты недовольны. Альфредо отказывает в проведении концерта. Ребята договариваются о месте для благотворительного концерта с владелицей ночного клуба Нелли. |
| 245. | «Великий вечер»                             | Le grand soir                         | Подготовка к вечеру в разгаре. Жозе боится провала. Себастьен ревнует Лали. Лали теряет кольцо. Концерт в разгаре. Лоран находит кольцо в гараже. Лали и Лоран целуются. В гараж входит Себастьен и его лицо перекашивается от увиденного. Все слегка смущены. |
| 246. | «Опасное алиби»                             | Alibi dangereux                       | Все только и говорят о концерте. А Бене плачет — Жозе после концерта не пришёл ночевать. Жозе просит ребят сказать, что он ночевал у них. Бене верит. Лали приходит счастливая после ночи с Лораном. В гараж к Жозе приходит симпатичная пышечка. В это же время входит Бене. Жозе говорит, что это подружка Бруно. Бене не может молчать и рассказывает Аделине об «измене» Бруно. Бруно же открывает той всю правду о похождениях Жозе. Жозе тоже не может больше скрывать — он рассказывает всё Бене. |
| 247. | «Взят с поличным»                           | Flagrant délit                        | Лали получает от Лорана ещё одно кольцо с предложением выйти за него замуж. Девочки советуют Лали не торопиться с ответом. Бене опять простила Жозе. Она торопится к нему на свидание в кафе. А Жозе флиртует там сразу с двумя девицами. Он собирается уйти с ними в их квартиру и просит Бруно передать Бенедикт, что у Жозе важные дела. Однако на выходе из кафе Жозе сталкивается с Бене. Жозе гасит скандал и хвастается ребятам о своих приключениях. Нелли предлагает ребятам играть в клубе каждую субботу. Бене просится к девочкам переночевать. Лали ночует у Лорана. |
| 248. | «Оригинальная кража»                        | Vol original                          | Лали тиранит Лорана. Она требует принести ей красивый шарфик одной из посетительниц кафе. Лоран соглашается. Девочки укоряют Лали, но той всё нипочём. Возвращается Лоран с шарфом. Лали раздувается от собственной значимости. Но Лоран быстро приводит её в чувство: «Мне повезло, ей понравилась твоя сумка!» — сообщает он Лали и уносит сумку даме, отдавшей шарф. Девчата аплодируют Лорану. Бене замечает в кафе девушку в куртке точь-в-точь как её собственная. После выясняется, что ночью в её квартиру Жозе привёл двух своих «подружек», которые украли все вещи. Благодаря Элен, воровки наказаны и вещи возвращены на место. |
| 249. | «Ссора»                                     | Brouille                              | Лали плачет — она поссорилась с Лораном. Говорит, что он пытался её изнасиловать. Девочки удивлены и требуют подробностей. Оказывается, между Лали и Лораном ещё ни разу ничего не было, хотя Лали спит в его постели. И Лали передумала со свадьбой. В кафе Лоран говорит ей о любви, хватает за руки, но вместо любви получает горячий кофе в лицо. Входят ребята. Лали в панике бежит к Себастьену. «Защити меня!» — кричит она. Впрочем, вскоре она приходит в себя и просит прощения у Лорана. Оказывается, тот просто хотел поцеловать её перед сном. Лоран приглашает всех на ужин. Все рады. Только Себастьен не приходит. |
| 250. | «Творение»                                  | Création                              | Жозе и Бене всё ещё в ссоре. В день второго концерта ребята придумывают новую песню. Однако, сюрпризы на этом не заканчиваются. Выясняется, что Лали умеет играть на пианино. А Аделина чудесно поёт. Вечером Аделина показывает друзьям придуманные ею слова к новой песне. На концерте в клубе Николя представляет Аделину новой солисткой. Та смущается, но исполняет песню. Зрители в восторге. |
| 251. | «Терпение»                                  | Patience                              | Лали берёт машину своего жениха без спроса, катается ночью по Парижу и попадает в комиссариат. Жозе подарил Бене букет цветов и пришёл в бешенство, когда девушка сказала ему, что больше его не любит. Он пошёл в клуб сразу с двумя красотками. Элен беседует с Жозе, просит вернуться к Бенедикт. «Наберись терпения» — советует Элен. |
| 252. | «Свершившийся факт»                         | Le fait accompli                      | Жозе собрал в гараже автоматическую кофеварку, выписанную по каталогу. Собрал, насколько смог. Та взорвалась, забрызгав всё вокруг. У Себастьена ожоги, Лали перевязывает его. Бене показывает, как надо собирать эту машину. Лали признаётся Элен, что пыталась переспать с Лораном, но не выдержала и прервала процесс, сославшись на головную боль. Не смогла из-за того, что постоянно думала о Себастьене. «Я не люблю Лорана и никогда не полюблю» — уверяет Лали. Она просит Элен поговорить с Лораном вместо неё. После встречи Элен и Лорана Лали просит у подруги сказать, что ответил Лоран. Элен выливает ей на голову кувшин холодной воды. «Вот ответ!» — говорит она. Лали улыбается сквозь зубы.                                                              |
| 253. | «Возврат к истоку»                          | Retour aux sources                    | Лали возвращает Лорану драгоценности. Рози сбегает. Она бросает Оливье и пишет ему в письме, что хочет найти настоящего отца ребёнка. |
| 254. | «Трудное прошлое»                           | Passé compliqué                       | К Аделине пристают в кафе какие-то нахалы. Девушки уверены, что это — оборотная сторона популярности после выступления Адель в клубе. Жозе озабочен, он приносит в гараж журнал «с объявлениями и девушками» и показывает его Николя — там напечатаны фото обнажённой Аделины — правда на них она гораздо моложе, чем сейчас. Элен, узнав эту историю, говорит: «Теперь понятно, почему типы в кафе так бросались сегодня на Аделину». |
| 255. | «Стыд»                                      | La honte                              | Элен решила поговорить с Аделиной. Аделина плачет — она снялась голой в 17 лет за 5000 франков, солгав матери, что это будет реклама купальников. Мать подписала разрешение, поэтому не получится подать иск (на самом деле — получится, просто будет скандал). Аделине ужасно стыдно, она звонит матери и признаётся ей в своей глупости. Но Аделина всё же не знает, как жить дальше. Ребята тоже купили этот журнал, и все мальчики в курсе, кроме Бруно. Натали вернулась из Штатов, где Каню в очередной раз её отшил. Она показывает Лали и Бене журнал, купленный в самолёте. Потом Натали заходит в гараж и рассказывает Бруно о фотографиях. Аделину нигде не могут найти.                                                                                           |
| 256. | «Грязная»                                   | Salé                                  | Натали пытается соблазнить Бруно. Внезапно входит Жозе. Натали, уже частично раздетая, не смущаясь, предлагает ребятам секс втроём, но возмущённый Жозе выгоняет её. Николя спасает Аделину, достаёт её из реки. Лали мирится с Себастьеном. Они проводят ночь в гараже. |
| 257. | «Искупление»                                | Rédemption                            | Себастьен говорит Лали, что у них с Линдой отношения даже не дошли до секса. А Линда прилетает в Париж этим же вечером. Себастьен признаётся Линде, что любит Лали. К его удивлению, Линда счастлива, она в свою очередь признаётся, что встретила на Багамах потрясающего парня и тоже влюбилась. |
| 258. | «Обновление»                                | Renouveau                             | Лали счастлива и хочет осчастливить других. Она решила найти подружку одинокому Оливье. |
| 259. | «Сумасшедшая сваха»                         | Drague folle                          | Лали идёт с Линдой в модельное агентство. Там она выбирает трёх очаровательных девушек и приводит их в гараж — знакомить с Оливье. |
| 260. | «Ошибка в расчётах»                         | Erreur de calcul                      | Жозе переспал с Инке, одной из тех моделей, которые пришли познакомиться с Оливье. Бене готова простить Жозе. Она решила надеть кольцо, которое тот ей подарил. Кольцо лежит в квартире Жозе. Бене едет туда и в кровати обнаруживает блондинку Инке. Бене приводит её в гараж. |
| 261. | «Вторжение»                                 | Incursions                            | С Оливье в кафе знакомится девушка со странным именем — Такси. Лали и Бене спасают от избиения артиста, Фабриса Венсено. Они приводят его в гараж и обрабатывают ему раны. |
| 262. | «Загадочность»                              | Mystérieux                            | Оливье считает Такси забавной. Такси дарит девочкам украшения, а ребятам одежду. Фабрис говорит, что Такси его сестра и, вдобавок, клептоманка. Все эти подарки она украла. |
| 263. | «Кольцо»                                    | La bague                              | Ребята возвращают в магазины вещи, украденные Такси. Лали расстраивается по поводу отданной подвески. Жозе тайно встречается с Натали. Он клянётся ей в любви, а сам вспоминает Бенедикт. Лали показывает девочкам перстень, подаренный Себастьеном. После того, как Такси навещает девочек, перстень пропадает. Увидев Лали всю в слезах, Такси возвращает перстень. Бене флиртует с Фабрисом. |
| 264. | «Театральность»                             | Théâtral                              | Жозе не знает, как избавиться от Натали. Фабрис сводил Бене в театральную школу и они всё больше привязываются друг к другу. |
| 265. | «Решение»                                   | Décision                              | Бене объявляет, что у них с Жозе всё кончено окончательно. Фабрис помогает ей искать квартиру. И предлагает переехать к нему. Но Бене остаётся у девочек в общежитии. |
| 266. | «Продвижение»                               | Progression                           | Натали говорит с Бене о Жозе. Бене предупреждает её о эгоизме сердцееда. Натали и Жозе съезжаются. Оливье не на шутку влюбляется в клептоманку Такси. Бене приходит в гости к Фабрису. Она говорит, что больше не любит Жозе и её сердце открыто для новых чувств. Фабрис целует её. |
| 267. | «Ночь не дома»                              | Une nuit dehors                       | Бене за долгим разговором засыпает у Фабриса. С утра её обнаруживает Такси. Натали замечает, как Жозе смотрит на другую девушку в кафе. Она знакомит её с Жозе и говорит, что так его любит, что готова делить — по другому с Жозе нельзя. Тот в шоке. |
| 268. | «Бразильский амулет»                        | Le grigri brésilien                   | Бразильский амулет Лали приносит одни несчастья… |
| 269. | «Девушка с собачкой»                        | Une fille qui a du chien              | Такси гуляет с шестью чужими собаками. Говорит, что ей за это платят, и что она больше не будет воровать. Но одну собаку Такси потеряла в парке. Остальные устроили разгром в гараже и описали гитару Николя. |
| 270. | «Уход в сторону»                            | Détournement                          | Гитарист из другой группы предлагает Жозе уйти к ним и бросить играть «четыре аккорда». Жозе сначала отказывается наотрез, но берёт номер телефона музыканта… Такси дёшево купила классную одежду для Оливье… в морге! |
| 271. | «Дезертирство»                              | Désertion                             | Ребята недовольны Жозе. Он живёт сразу с двумя девушками и поэтому каждое утро на час опаздывает на репетиции. Они делают Жозе выговор. Тот уходит из гаража. Такси рассказывает мальчикам, что видела Жозе вчера ночью в баре с тремя типами. Оливье задаётся вопросом, что Такси делала ночью в баре? Девочки ругают и Такси, которая обманывает Оливье, и, заодно, Натали, которая делит Жозе со своей подругой Изабель. Натали рассказывает Элен, что Жозе хочет уйти в другую группу. |
| 272. | «Замена»                                    | Remplacement                          | К девочкам в спортзале пристают некие Франк, Исмо и Бэрни. Они говорят, что узнали о девочках от своего нового клавишника — Жозе. Такси приводит в группу своего знакомого клавишника. Тот никуда не годится. Лали предлагает ребятам заменить Жозе собой. Жозе срывается и избивает Натали. А Лали на концерте срывает шквал аплодисментов. |
| 273. | «Девушка среди парней»                      | Une fille chez les gars               | Жозе присылает своих новых «коллег» забрать его синтезатор. Лали в шоке. Она подговаривает девочек пойти к владельцу музыкального магазина, Роберто, и поулыбаться ему. Роберто одалживает девочкам новый синтезатор. Но за это Лали должна поужинать с ним! Всё заканчивается хорошо — Роберто предлагает Лали сняться в рекламе синтезаторов. |
| 274. | «Новый парень»                              | Un nouveau garçon                     | Лали целый час просидела в солярии. Она ужасно красная, а на носу — фотосессия. С утра девочки читали гороскопы — Аделине светит… новый парень! И к концу вечера астропрогноз сбывается. Аделина купила в магазине щенка! Нового «парня» назвали Джамп. |
| 275. | «Дезертир»                                  | Déserteur                             | Девочки целуют и ласкают Джампа. Возвращается со стажировки Фабрис. Он дарит Бене кольцо. А та в ответ признаётся ему в любви и страстно целует. Оливье принял предложение Жозе и едет с ним в турне. Он пришёл попрощаться с ребятами. |
| 276. | «Дурной глаз»                               | Le mauvais œil                        | Такси бросила Оливье, потому что он предатель. «Семья» ей важнее, чем жених. Лали уверена, что группу сглазили. Группа соперников, забравших Жозе и Оливье, пустила слух, что изобьёт любого, кто пойдёт в группу к Николя и Себастьену. Лали приводит в гараж колдуна Киргану. Тот говорит, что дурной глаз — у Фабриса. Лали требует, чтобы Бене бросила Фабриса. Фабрис задевает автомобилем чей-то мотоцикл. Мотоциклист заходит в кафе — заполнить протокол. Это Кристоф! Он вернулся из Лондона, но если бы не Фабрис, он даже не встретился бы с ребятами! Узнав о том, что происходит, он тут же предлагает себя в качестве ударника. |
| 277. | «Мольба»                                    | Supplique                             | Оливье приходит в общагу за вещами. Ребята встречают его очень холодно и не идут на диалог. Он пытается рассказать им про турне, спрашивает про Такси… в ответ слышит, что Такси не выносит мерзавцев. Оливье уходит, повесив голову. Оливье приходит к Такси и молит её о прощении. Но та непреклонна: «Ты бросил тех, кто был твоей семьёй, кто заботился о тебе и о Рози! И ты предал их! Я больше не люблю тебя». |
| 278. | «Зуд»                                       | Démangeaisons                         | Лали чешется, как сумасшедшая. По бразильской примете это означает — скоро влюбиться. Лали не хочет влюбляться. Но ей в кафе нравится один молодой человек. Лали знакомится с ним. И в это время приходит… Линда! Кристофер — это новый приятель Линды. У Лали вылетают из головы все мысли о новом романе. Такси просит ребят о прослушивании для пианиста Алекса — её бывшего. Он гениален. Теперь группа вновь в полном составе. |
| 279. | «Рот на замок»                              | Calme toujours                        | В ночном клубе Франк, Исмо и Берни избивают Алекса и силой уводят Такси с собой, после чего пытаются её изнасиловать. Она, избитая, но сумевшая от них убежать, приползает к девочкам. Ребята совещаются. Полиция отнесётся к Такси несерьёзно из-за её краж. Алекс лезет в комнату девочек по трубе проведать Такси. А та решает, что юноша заслуживает поцелуя. |
| 280. | «Развязка»                                  | Dénouement                            | Ребята обещают девочкам, что воздержатся от насилия, но, как только те покидают гараж, хватают бейсбольные биты (а Кристоф ещё и кастет) и идут избивать мерзавцев. Оливье и Жозе, вразумлённые тумаками, полученными от старых товарищей, возвращаются в группу. |